# Kuratorium pro výchovu mládeže v Čechách a na Moravě

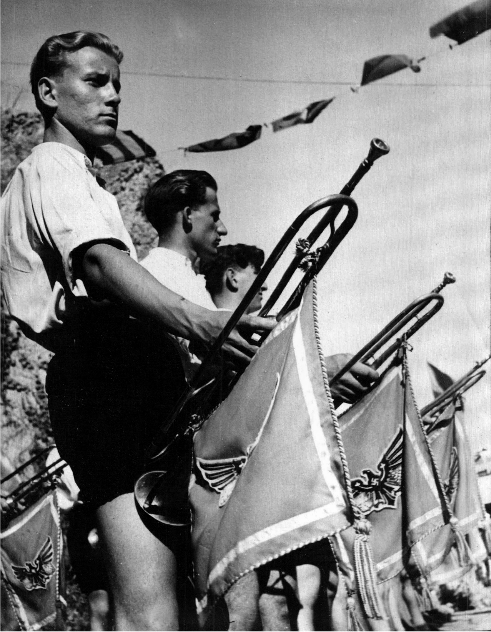
Trubačská četa Kuratoria pro výchovu mládeže v Čechách a na Moravě

Kuratorium pro výchovu mládeže v Čechách a na Moravě (KVMČM) byla masová mimoškolní organizace na území Protektorátu Čechy a Morava zaměřená na výchovu české mládeže ve věku od 10 do 18 let v intencích nacionálně-socialistických idejí. Podobné organizace existovaly i v dalších evropských státech (Hlinkova mládež na Slovensku, Gioventù Italiana del Littorio v Itálii, Arbeidernes Ungdomsfylking v Norsku a jiné další). Modelem protektorátního Kuratoria se stala organizace Hitlerjugend.
Kuratorium zahájilo svou činnost již 28. května 1942 a koncentrovalo v sobě většinu protektorátních dětských a mládežnických aktivit, např. Dělnickou tělovýchovnou jednotu, Sokol a Orla. Hlavním ideovým cílem Kuratoria byla nejen převýchova, ale také podpora tzv. protektorátního vlastenectví a spolupráce s německou říší. Činnost organizace byla ukončena již v prvních květnových dnech roku 1945 a oficiálně po uzavření vyšetřovacího spisového materiálu 28. srpna 1945. 
Předseda Kuratoria Emanuel Moravec na svém útěku spáchal sebevraždu zastřelením, generální referent František Teuner a desítky dalších předních činitelů utekli, jiní z nich tzv. převlékli kabáty nebo se dokonce zapojili do činnosti Revolučních gard, 139 osob stanulo před lidovými soudy, 85 osob bylo vyšetřováno za provinění proti národní cti.
Ministerstvo vnitra evidovalo po válce 1500 osob v zaměstnaneckém poměru a kolem 25 000 neplacených spolupracovníků. Výcvikové tábory kuratorních instruktorů absolvovalo na 4200 Čechů a Češek, z nich jich kolem 900 po válce emigrovalo do zahraničí, jiní se později účastnili protikomunistického odboje, někteří se naopak angažovali v komunistické straně. V kuratorní povinné službě mládeže byla zapojena asi polovina české mládeže, některé zdroje uvádí půl milionu dětí a mladistvých. Minulost v Kuratoriu pronásledovala mnoho jedinců až do konce života.

## Vznik Kuratoria
Již v roce 1941 soustředil Emanuel Moravec kolem sebe osobnosti, které nejenže práci s mládeží rozuměly, ale také splňovaly současné protektorátní ideologické představy. Jednalo se převážně o někdejší funkcionáře Vlajky: MUDr. Františka Teunera, dále Ing. Eduarda Chalupu, Marii Pechovou, JUDr. Josefa Victorina, Karla Mihalíčka, Jana Málka, Jana Svobodu nebo bratry Jaroslava a Václava Krigarovy. Karel Žalud patřil mezi členy Národně socialistické gardy slovanských aktivistů. Cestu, kterou se měly nacistické snahy o „převýchovu“ české mládeže ubírat, naznačil Reinhard Heydrich hned po svém nástupu do funkce říšského protektora ve svém projevu ze 4. února 1942. Z jeho popudu se také stal vedoucím přípravného výboru Emanuel Moravec a organizační záležitosti svěřil Františku Teunerovi. Práce přípravného výboru vyvrcholila dne 28. května 1942, pouhý den po provedení atentátu na zastupujícího říšského protektora Reinharda Heydricha, vydáním „vládního nařízení o povinné službě mládeže“, po němž ministr školství a lidové osvěty Emanuel Moravec založil organizaci „Kuratorium pro výchovu mládeže v Čechách a na Moravě“.
V letech 1943–1945 žilo na území Protektorátu Čechy a Morava zhruba jeden milión dětí a dospívající mládeže ve věku od 10 do 18 let.
„...podchycení české mládeže, která dosud bez vedení a z části v zahálce byla vydána vlivům destruktivní části české inteligence, bylo rovněž v zájmu Říše stejně jako českého národa. Musela být konečně usměrněna ve smyslu Říše a včleněna do pracovního procesu, zvláště když nenastoupila proti nepříteli kontinentu se zbraní v ruce jako mládež jiných národů Evropy...“
K. H. Frank v listu Völkischer Beobachter dne 9. června 1942, 

## Organizační struktura
Na základě vládního nařízení č. 187/1942 Sb. o povinné službě mládeže, spolu s dvěma prováděcími nařízeními (č. 188 a 189/1942 Sb.) byl zřízen zvláštní ústřední orgán: Kuratorium pro výchovu mládeže v Čechách a na Moravě, jehož organizaci stanovovalo třetí prováděcí nařízení předsedy Kuratoria ze dne 3. srpna 1942. Celá organizace podléhala dohledu Velkoněmecké říše (potažmo říšskému vůdci mládeže NSDAP Baldurovi von Schirach a německým pověřencům v Protektorátě). K vybudování vlastní územněsprávní struktury využilo Kuratorium síť stávajících spolků (zejména sportovních).

### Němečtí pověřenci
Německé státní ministerstvo v Praze řídilo chod Kuratoria skrze SS-Standartenführera Ing. Ferdinanda Fischera, osobního tajemníka K. H. Franka, jemuž byli podřízeni ostatní poradci. Pravděpodobně prvním Fischerovi podřízeným vedoucím německým poradcem / Deutscher Hauptberater či Chefberater byl Willi Dressler z Hitlerjugend v hodnosti Bannführer, po něm uváděný v této funkci SS-Untersturmführer Erich Schaschek a jako poslední opět Bannführer Hitlerjugend Kurt Hora. Němečtí poradci dohlíželi při pracovních skupinách Kuratoria, při výcvikových táborech a jako placení úředníci v kancelářích ústředí.

### Ústřední orgán – Kuratorium
Kuratorium pro výchovu mládeže v Čechách a na Moravě, pověřené vedením povinné služby mládeže, bylo na základě § 3 vládního nařízení č. 187/1942 prohlášeno ústředním úřadem. Hlavním sídlem Kuratoria se stala na základě nařízení předsedy Kuratoria ze dne 6. srpna 1942 (o výstavbě Kuratoria pro výchovu mládeže v Čechách a na Moravě) Praha. Ústřední úřadovna sídlila na Senovážném náměstí čp. 24 (nyní sídlo České rady dětí a mládeže).
Ústřední orgán se skládal z předsedy, ministra školství a lidové osvěty, Emanuela Moravce (jmenovaného prezidentem), jehož poradcem byl SS-Standartenführer Ing. Ferdinand Fischer, předsednictva a dalších členů. Členy předsednictva povolával předseda. V čele předsednictva stál generální referent František Teuner (jmenovaný předsedou), jehož poradcem byl vedoucí německých poradců. Teuner zajišťoval styk s ústředními úřady a zahraničními organizacemi mládeže.
К provádění úkolů zřídilo Kuratorium pracovní skupiny, přičemž vedoucí těchto skupin byli členy předsednictva.
Ústřední vedení kromě generálního referenta a 11 hlavních pověřenců tvořilo pět pracovních skupin:
- I. pracovní skupina – pro školení vedoucích mládeže, styk se stranami, korespondenci, finanční záležitosti, smlouvy, subvence, správní záležitosti
- II. pracovní skupina – pro jednotlivá odvětví sportu, závodní sport a školení
- III. pracovní skupina – pro duchovní výchovu mládeže – propagandu, kulturu, výchovu vedoucích
- IV. pracovní skupina – pro sociální záležitosti, zotavovací akce s domovy mládeže a se samostatnou skupinou dívčího referátu[17]
- V. pracovní skupina – zvaná „stavební“, zajišťující umisťování české mládeže na brigády a stavební práce na území Protektorátu i jinde[18]

Hlavní pověřenci dohlíželi na oblasti: Prahu (Eduard Chalupa), Podkrkonoší (Karel Michalíček), Ostravu (Viktor Kabeláč), Pojizeří, Polabí, Valašsko, Moravské Slovácko, Haná, Horácko, Třeboňsko, Podbrdsko.

### Okresní pověřenci
Kuratorium zastřešovalo 11 oblastí osazených jedenácti hlavními pověřenci a pod každou oblast spadalo osmdesát okresů v jehož čele pracoval okresní pověřenec. Okresní pověřenci pořádali jednou měsíčně celodenní (metodická, organizační a ideologická) školení pro okresní cvičitele. Placený okresní pověřenec měl k ruce štáb referentů (tělovýchovný referent, referent pro duchovní výchovu, sociální referent aj.). Na úrovni okresů trvalo budování struktury nejpomaleji – až do konce roku 1943.

### Spolky
Praktickým prováděním povinné služby pověřilo Kuratorium spolky, které byly zcela nebo částečně činné v oboru výchovy mládeže (obzvláště spolky sportovní, tělovýchovné, turistické, ochotnické, stavovské organizace, kulturní a vlastivědné). Kuratorium pak vedlo rejstřík těchto pověřených spolků a vydávalo o tom osvědčení. Spolky, které Kuratoriem pověřeny nebyly, nesměly sdružovat mládež, která povinné službě podléhala. Spolky, které hodlaly sdružovat mládež a získat pověření k provádění povinné služby mládeže, musely u Kuratoria o pověření požádat a to do 1. září 1942.
Spolky, které nehodlaly v takové práci pokračovat nebo žádost nepodaly, měly do 1. listopadu 1942 svoji činnost ukončit. Lhůta byla nakonec v září prodloužena do 1. dubna 1943. Z původních 3277 spolků se jich na práci Kuratoria nakonec podílelo 2260. Tyto vybrané vlastivědné, kulturní, turistické, sportovní a tělovýchovné spolky tvořily nejnižší úroveň organizační struktury.

### Oddíly a skupiny
Na okresech fungovaly oddíly pro děti od 10 do 14 let a oddíly mládeže od 15 do 18 let. V hodně početných oddílech se děti dělily do skupin po třiceti až osmdesáti členech. Skupiny se mohly dále členit na družstva po deseti až dvaceti.

### Nové jednotky mládeže (1944)

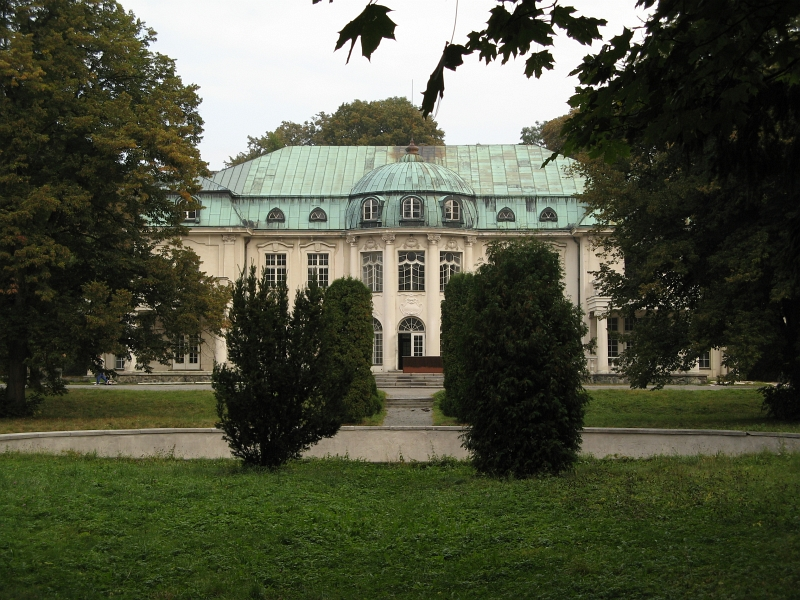
Školení prvních 45 instruktorů proběhlo na tzv. vůdcovské škole na zámku ve Slapech ve dnech 11.–18. července 1942

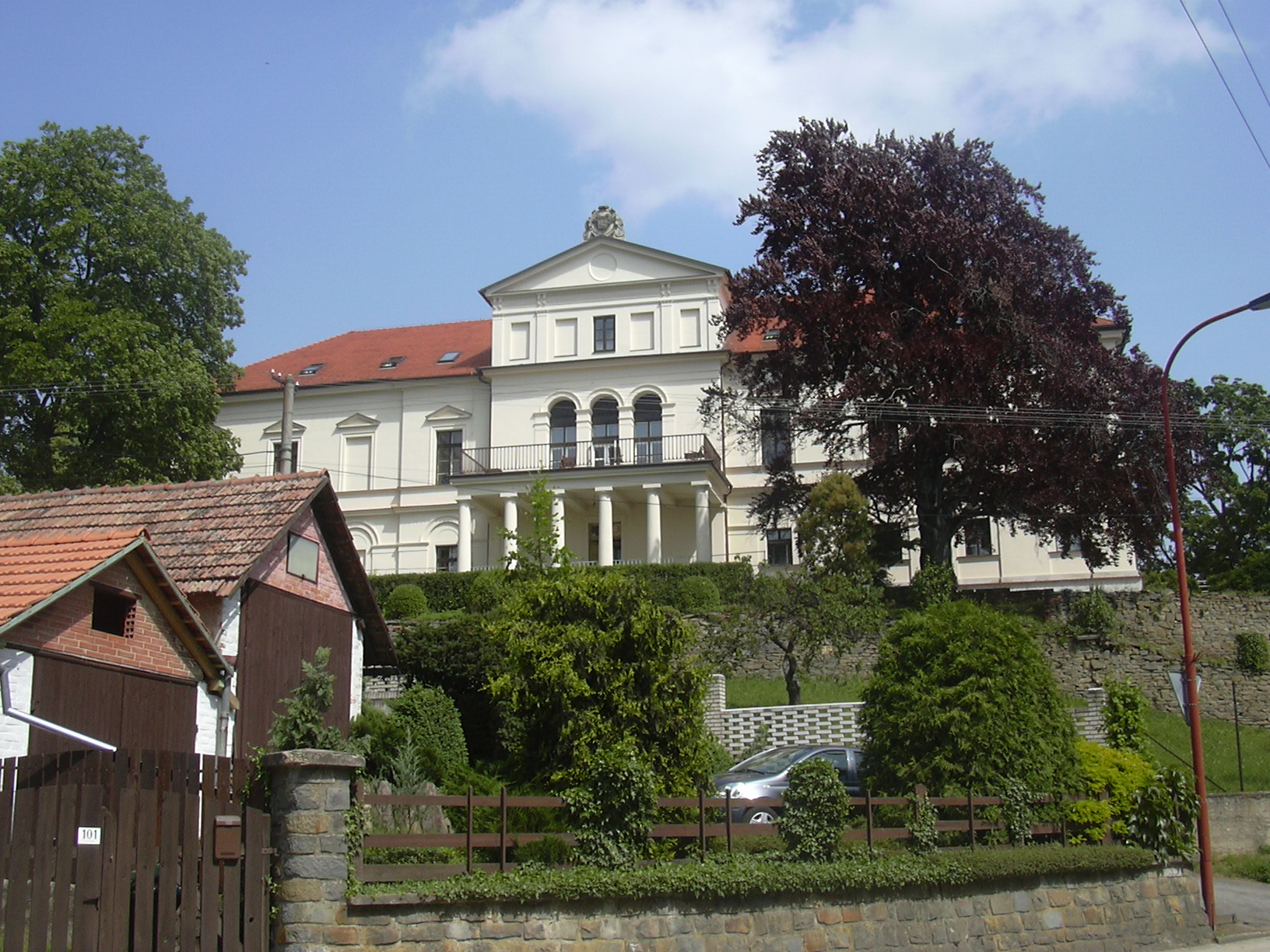
Zámek Habrovany – v roce 1943 sloužil jako školící výcvikové středisko Kuratoria

V první polovině roku 1944 došlo k úpravě organizační struktury. Oblasti a okresy byly ponechány. Novinkou se staly tzv. pospoly. Proto se také začalo říkat organizaci Kuratoria pospolová, tj. kolektivizační.
Nejmenší jednotkou byl roj, sdružující 10 až 15 chlapců. Vedoucí této jednotky nesl označení rojný. Čtyři roje, 40 až 60 chlapců, tvořily družinu, kterou vedl družinář. Čtyři družiny, 160 až 240 chlapců, tvořily oddíl, vedený oddílným. Čtyři oddíly po 600 až 940 chlapcích pak tvořily nejvyšší jednotku – pospol, kterou vedl pospolný. Nad pospolem stála vyšší jednotka – okres, v čele s okresním pověřencem a nad okresem oblast, v níž se sdružovalo sedm až deset okresů, v čele s hlavním pověřencem.
Rojným se v podstatě mohl stát nejschopnější člen roje, ale funkce družinářů, oddílných a pospolných zastávali starší cvičitelé. Inspirace u Hitlerovy mládeže byla u Kuratoria viditelná. Příslušníci SS i němečtí poradci se také na výstavbě Kuratoria podíleli. Jen postup při výstavbě organizace byl odlišný.

### Vzorné roje, pohotovostní oddíly ZZ a dívčí oddíly DPJ
Po vyhlášení totální války byli mladší chlapci vyzváni k zakládání Vzorných rojů, které byly dosud doménou chlapců starších a nyní je měli tvořit chlapci ve věku od 13 do 15 let („ve vzorných rojích až dosud pracovali jen starší chlapci, starší většinou 15 let, nyní to bude vysloveně organisace chlapců mladších 15 let”), kteří vzorně navštěvovali a vzorně se chovali ve Službě mládeže a kteří chtěli i nadále zasvětit veškerý volný čas této „Službě”. Činnost vzorných rojů totiž sestávala ze služební dvouhodinky na hřišti nebo v tělocvičně, služební dvouhodinky v rojovně (klubovně) a z vycházkové či výletové části. Jednou z podmínek bylo, že Vzorný roj si musí svou rojovnu najít a využívat ji i k nepovinným schůzkám. Do služby ve Vzorných rojích mohli být povoláni i členové Kroužků Správného kluka.
Stejnokroj příslušníků vzorného roje: bílá košile s červenou páskou a znakem české mládeže na rukávě, černé krátké kalhotky a boty. Tento stejnokroj smí býti oblečen jen tenkrát, když k tomu dá výslovný příkaz okresní pověřenec nebo vedoucí vzorného roje. Středa je pak dnem nošení uniformy. Příslušník vzorného roje ji obléká po skončení zaměstnání nebo po skončení vyučování ve škole. Jsou-li příslušníci vzorného roje povoláni k nějaké práci, obléknou modrou košili.
Správný kluk, 01.11.1944
Pro chlapce ve věku od 15 let do 18 let zřídilo Kuratorium pohotovostní jednotky mládeže ZZ (zvláštního zasazení), které byly určeny hlavně pro odstraňování následků spojeneckých náletů. Každá družina měla svého vyškoleného zdravotníka s přenosnou lékárničkou první pomoci. Červený kříž se účastnil výcviku Dívčích pomocných jednotek (DPJ), do kterých se hlásila děvčata kolem 17 let (většinou ze středních škol). Akce jejich všeobecného výcviku první pomoci probíhala ve všech okresech Protektorátu. Jejich úkolem byla samaritánská pomoc při náletech, požárech a jiných živelných pohromách či případná péče o evakuované. Pomocné jednotky ZZ a DPJ připomínaly svou službou HJ a BdM Luftschutzhelfer (pomocníci protivzdušné ochrany) a mladší „Vzorné roje” službu Deutsche Jungvolk (DJ) - Luftschutz-Meldefahrer (protipožárních spojek, jejichž základním vybavení bylo kolo, zápisník a tužka). Na schůzi ústředního vedení Kuratoria byl 20. března 1945 ohlášen vznik polovojenských jednotek s názvem Dobrovolnická svatováclavská rota.

### Příprava kádrů
Kuratorium vybralo v červnu 1942 pro instruktorskou práci 45 frekventantů (jiný zdroj uvádí počet 42 frekventantů). V tzv. vůdcovské škole na slapském zámku proběhl ve dnech 11.–18. července 1942 jejich fyzický výcvik a ideová příprava. Po ukončení vzdělávacího kurzu byly odměněni třítýdenním studijním pobytem v Říši. V červenci 1942 se konal také výcvikový tábor pro vedoucí povinné služby z Moravského Slovácka. Další školení už probíhala v novém výcvikovém středisku v hotelu „Čeperka“ v Nouzově u Unhoště, v Protivíně a Prachově. Do konce roku 1942 se podařilo vyškolit téměř 400 instruktorů z celkového počtu 700 zájemců .
Ve třech výcvikových střediscích – na Čeperce u Unhoště, v Protivíně a v Prachovských skalách pokračovaly v roce 1943 čtrnáctidenní výcvikové kurzy pro instruktory. Další výcviková střediska pak vznikla ve Stříbrné Skalici, ve Světlé nad Sázavou a v Habrovanech. Dívčí instruktorky se připravovaly například v Dobrošově u Náchoda. Z 27 pořádaných kurzů pracovalo v táborech kolem 2000 instruktorů. Vyšší instruktorské kurzy cílily na zaměstnance Kuratoria, okresní pověřence a cvičitele instruktorských škol. Nicméně s nedostatkem vhodných vychovatelů a cvičitelů se potýkalo Kuratorium až do konce války, jednak mnozí z nich byli povoláni na práci do Říše nebo na jiné ke konci války preferované akce, ale nelze opomenout ani nezájem o spolupráci ze strany cvičitelů zakázaného Sokola, Orla a za války fungující DTJ.

## Znak, stejnokroj, pozdrav a řeč
Znak Kuratoria byl poprvé předveden na slavnostním shromáždění ve Slaném. Pod levým křídlem svatováclavské orlice byl umístěn znak Moravy (šachovaná orlice) a pod křídlem pravým znak Čech (dvouocasý lev). Znak byl užíván ve dvou základních provedeních. Autorem návrhu byl Emanuel Moravec, který se nechal inspirovat tzv. Plamennou orlicí, tj. „původní“ svatováclavskou, respektive přemyslovskou orlicí. Znak měl symbolizovat ochranu českých zemí Říší a respekt české mládeže k ideám nacionálního socialismu. Svatováclavská orlice odkazovala na svatováclavskou tradici, kterou protektorátní režim opakovaně zneužíval i při jiných příležitostech.
Pod Moravcovým dohledem vznikla i uniforma Kuratoria, jejíž střih, barva i označení odpovídaly německému vzoru Hitlerjugend. Stejnokroj Kuratoria předvedl poprvé na oslavě k narozeninám A. Hitlera, uspořádané Kuratoriem dne 19. dubna 1943 ve Smetanově síni Obecního domu v Praze, předseda Kuratoria ministr Moravec a generální referent Kuratoria dr. Teuner. Během léta obdrželi stejnokroj také někteří vedoucí Kuratoria z ústředí a někteří okresní pověřenci, kteří se v něm předvedli při „Dni mládeže” v Praze dne 11. a 12. září 1943.
Služební úbor se skládá z černých vysokých bot, černých jezdeckých kalhot, blůzy zelenavé barvy leteckého střihu a čepice téže barvy. Na levém rukávě blůzy je červená páska lemovaná na svém horním a dolním okraji úzkými páskami bílé barvy. Uprostřed pásky je znak Kuratoria, černý na bílém podkladě. Límec blůzy je lemován stříbrnou paspulkou. Košile k služebnímu úboru je modrošedá, kravata černá. Na čepici jsou stříbrné šňůry, červenobílá kokarda a znak Kuratoria, vyražený z kovu. Knoflíky na blůze jsou stříbrné. Rukavice šedé.
Správný kluk: časopis radostného mládí, 12.01.1944 
Generální referent Teuner měl na límci na černých výložkách znak Kuratoria, svatováclavskou orlici se znaky Čech a Moravy ve stříbrném provedení, předseda Kuratoria Moravec rovněž na černých výložkách znak Kuratoria, ale ve zlatém provedení a ve věnci z lipových listů. Knoflíky, přezky a znak Kuratoria na výložkách u generálního referenta byly v barvě stříbrné, u předsedy Kuratoria se tyto nacházely ve zlatém provedení.
Tuto honosnější uniformu měli právo nosit pouze vedoucí funkcionáři a absolventi kuratorních výcvikových táborů. Bílé košile s černými vázankami a tmavými kalhotami tvořily stejnokroj řadových členů Kuratoria, jelikož udílení stejnokroje bylo vázáno na řadu podmínek: úspěšné absolvování výcvikového tábora, praktické osvědčení ve službě mládeže a dokonalé zastávání odpovědného místa ve vedeni mládeže po delší dobu.
Společenský stejnokroj se skládal z dlouhých černých kalhot (paspule byly v barvě blůzy), dvouřadového kabátu a bílé košile. Služební dvouřadový plášť s otevřeným límcem a rovněž s páskou na rukávě se nosil k služebnímu i společenskému stejnokroji. Černý kožený opasek s přezkou z bílého kovu a se znakem Kuratoria ve věnci lipových listů se nosil u služebního stejnokroje na blůze nebo na plášti. Uniformovaní členové se zdravili zdviženou pravicí a pozdravem: „K úctě vlasti!” Jednací řečí Kuratoria byla ustanovena němčina.

## Povinná služba mládeže
Povinná služba mládeže. Po vzoru říšském přikročuje se nyní i u nás k pronikavější výchově mládeže, než jakou poskytuje škola. Příslušná instituce nazvána »povinná služba mládeže« a její provádění svěřeno zvláštnímu orgánu (Kuratoriu pro výchovu mládeže v Čechách a na Moravě), který má postavení ústředního úřadu a jehož předseda nepodléhá žádnému členu vlády...
Nové zákony a nařízení Protektorátu Čechy a Morava 1942, s. 717
Vedle výchovy rodinné a školní se mělo mladistvým protektorátním příslušníkům dostat i povinné služby mládeže, která sestávala z výchovy tělesné, duševní a mravní výchovy, přičemž se vztahovala také na průpravu k povolání. V prvním roce působení Kuratoria se jednalo o jednu hodinu a teprve od poloviny roku 1944 o dvě hodiny výchovné práce týdně. Práce s mládeží se řídila „Směrnicemi pro službu mládeže“ vydaných Kuratoriem v roce 1943 a měsíčníkem „Náš směr“.
Povinné službě mládeže podléhali všichni mladiství protektorátní příslušníci árijského původu, dále mladiství protektorátní příslušníci, hoši i děvčata (od 10. roku do dokončeného 18. roku), pokud měli trvalý pobyt v Čechách a na Moravě. Osvobozeni od povinné služby mohli být pouze jedinci se závažnými zdravotními problémy nebo osoby, které uvedly jinou přijatelnou omluvu. Vyloučeni mohli být automaticky jedinci, jednající nečestně, vzbuzující veřejné pohoršení nebo osoby v úředním zajištění.
Židé a židovští míšenci byli ze služby mládeže vyloučeni, přičemž míšenci druhého stupně mohli být ze zvláštních důvodů a na vlastní žádost k povinné službě mládeže přibráni. Děvčata po oddání byla ze služby propuštěna. Vzhledem k tomu, že se jednalo o službu povinnou, vystavovali se rodiče nebo jiní zákonní zástupci právnímu postihu, pokud mladistvého nepřihlásili do spolku pověřeného Kuratoriem.

### Tělesná výchova
1. rozcvičení
2. pořadová cvičení
3. „výkon“ v podobě zápasu, lehké atletiky, boxu, gymnastiky, cvičení na nářadí, plavání, bruslení, atd.[44]
4. „bojová hra“, tedy kopaná, házená, ragby, případně lední hokej.

### Duchovní výchova
Duchovní výchova tvořila ideologický základ povinné služby, jelikož podle jejich tvůrců byla tzv. nosným pilířem mentálního přerodu mladé generace (jejímž opakem byl kritizovaný tramping a potápkovství). Duchovní výchově bylo zpočátku vyčleněno 35 minut z každé dvouhodinové „služby“ a vedle pravidelného zahájení heslem, jako například: „Stejná krev patří do společné Říše“ (Emanuel Moravec), se skládala se ze čtyř tematických oblastí: 1. Dějiny, 2. Říše a její zařízení, 3. Kultura a 4. Nový způsob života, přičemž mládeži byly předkládány historické vzory o soužití Čechů pod německým patronátem či vzory německých hrdinů.
Mladší generaci se měla témata duchovní výchovy přibližovat zábavnou formou. U starší kategorie se sezení orientovala na trénink vůle, odložení ukojení potřeb a zvládání obtížných úkolů atp. O něco později se započala také povinná služba dívek a školení instruktorek. V regionech se rozjížděla dívčí výchova rozdílně, například v okrese Moravské Budějovice představila nová okresní dívčí referentka směrnice dívčí služby mládeže až na první pracovní poradě všech instruktorek 30. listopadu 1943.

## Metodické a pracovní tiskoviny, časopisy a propaganda
Kuratorium vydávalo řadu periodik pro chlapce a dívky i dalších publikací s propagandistickým a instruktážním obsahem. Hlavní interní tiskovinou se stal didakticko-metodický časopis „Náš směr“, vydávaný od března 1943 do dubna 1945, určený instruktorům povinné služby mládeže, dále časopis „Služba domoviny“ s měsíčními rozpisy povinné služby v učňovských internátech tzv. Domovinách mládeže, „Vzorný roj“ s programem schůzek pro vedoucí vzorných rojů nebo „Výcvikové směrnice ZZ“ s programem pro „oddíly zvláštního zasazení“. Pro potřeby kanceláře okresního pověřence vycházel ve dvou verzích (dívčí a chlapecké) časopis „Cvičitel“ a nakonec i letáky „Tisková služba české mládeže“. Z filmové propagandy stihlo Kuratorium dokončit pořady Viděli jsme Německo, Nová mládež – nové cíle a Mládeži česká, voláme tě!.

### Zteč
První číslo ústředního listu Kuratoria „Zteč“ vyšlo 1. října 1942. Časopis vycházel v prvních letech jako čtrnáctideník ve formátu A3. Úroveň časopisu odpovídala hospodářské situaci v protektorátu. Nejprve vycházel bohatě ilustrovaný a plný fotografií zobrazujících usměvavou mládež, vojáky na frontě, válečný průmysl nebo setkání mládeže s Hitlerem, Ducem, Moravcem a dalšími protektorátními i evropskými politiky. Titulní strana se snažila pokaždé oslovit čtenáře nějakým „budovatelským“ heslem: „V současném světovém zápase nesmí býti neutrálů“ či „Kdo chce vést, musí umět poslouchat“ nebo i „Říše musí vyhrát, aby malé národy žily!“. Výroční číslo 13/1944 bylo tištěné hlubotiskem se záběry z politických shromáždění, sportovních akcí a z kultury. Od poloviny roku 1944 v časopise značně ubylo obrazového materiálu a přibylo textu. V únoru 1945 přinesl list Kuratoria reportáž ze spojeneckého bombardování Prahy. Od čísla 4/1945 vycházel v poloviční velikosti jako týdeník orientovaný především na víru ve vítězství Třetí říše. Hned v prvním roce 1942 se časopis ideologicky identifikoval:
„...také u mladého Čecha musí se dnes probudit jeho zdravý rasový instinkt. (…) Česká rasová podstata obsahuje
dnes mnoho nordických rasových prvků, takže jsme jedním z evropských národů nejbližších národu německému. Z tohoto poznatku také musí vyplývat postoj českého mladého člověka, který musí vidět svého nejbližšího kamaráda právě v mladých lidech národa německého...“
Zteč, roč. I, č. 5 (1942), s. 2, ZELNÍČEK, J.: Rasa a národ. In: Zteč

### Správný kluk a Dívčí svět
Pro nejmladší věkovou kategorii chlapců (cca 10–14 let) vycházel čtrnáctidenní časopis pod názvem „Správný kluk“ a pro stejně stará děvčata „Dívčí svět“. Redakce sídlila v budově ústředí Kuratoria na Senovážném náměstí čp. 24 (nyní zde sídlí Česká rada dětí a mládeže) a post vedoucího redaktora zastával dvacetiletý František Smrček. „Správný kluk“ vycházel každou druhou středu zpočátku údajně nákladem 80 000, uvádí se i náklad až 150 000 výtisků. Poslední číslo o dvanácti stranách vyšlo 04.04.1945.
Velkou oporou se stal pro časopis Správný kluk v jeho počátečním období spisovatel Jaroslav Foglar, kterého redakce přizvala ke spolupráci krátce poté, kdy byl zastaven časopis Mladý hlasatel. Foglar pak několik měsíců vedl rubriku „Čtenářské kroužky Správného kluka“, pro kterou vytvořil kreslený seriál „Svorní gambusíni” (vycházel od 21. 7. 1943 do 12. 1. 1944). Hodnotový střet mezi redakcí a Foglarovým tzv. hlasatelským stylem skončil začátkem roku 1944 tím, že byl Foglarovi do redakce zakázán vstup a spolupráce s ním ukončena.
Od března 1944 lze pak již sledovat otevřené zglajchšaltování časopisu. Od 8. března 1944 redakce nahradila Čtenářské kroužky Správného kluka (naposledy v čísle 23.02.1944) „Kroužky Správného kluka“ (KSK), jejichž vzorový program vycházel na předposlední stránce časopisu a výraz čtenářský byl vynechán podle pokynů také na razítku a v názvech založených kroužků. Zrušeno bylo i plnění bobříků. Foglarův kreslený seriál nahradil nejprve „Malý uličník” a potom „Lví srdce”.
Vzorový program Kroužku Správného kluka na čtrnáct tvořil: 1. Pozdrav; 2. Heslo (např. Buďte veselí a mějte vždy radostný úsměv na tváři. — Mládí, to je radost a úsměv.); 3. Píseň (např. Chodíme, chodíme...); 4. Čtení Správného kluka; 5. Hry (např. Obíhaná); 6. Rukodělná činnost (např. kontrola a oprava sportovního náčiní); 7. Příprava na zkoušky (pořadová cvičení, sport a hry, otázky z duchovní výchovy).
Každou schůzku svého kroužku napříště vedoucí zahajuje a končí pozdravem „Kroužkům Správného kluka zdar!” Členové kroužku na tento odpoví vždycky společně „Zdar!”. Tento jednotný pozdrav používejte také, když nám píšete, vždy na konci dopisu a používejte ho i při písemném styku s jinými kroužky.
Správný kluk, 05.04.1944
Jednou měsíčně podávaly Kroužky Správného kluka hlášení o počtu schůzek, akcí a výletů. Všechny měly jednotný odznak s příslušným číslem a jménem jejich obce nebo města (například: Sluneční šípy, Sopotnice, číslo kroužku 293).
S postupným válečným omezováním proběhla od poloviny dubna 1944 nová výstavba Kroužků SK, které měly mít více členů a členit se do družin. Druhá část výstavby předpokládala zakládání a získávání titulu „Vzorný kroužek Správného kluka” (VKSP). Po vyhlášení totální války (25. července 1944) se nakonec nekonaly ani předpokládané zkoušky k získání vzorného titulu a v čísle z 15. listopadu 1944 byli čtenáři mimo jiného upozorněni, že Kroužky Správného kluka budou vřazeny do Kuratoria (viz výše „Vzorné roje”):
Protože nyní na mnohých místech v důsledku opatřeni v rámci totálního vedeni války Služba mládeže se nekoná, budou se scházet chlapecké kroužky v místnostech, a to jistě nebudou chyběti ani kroužky Správného kluka — aby tím byl udržen stálý a srdečný vztah mezi mládeži a vedoucími. Kroužky Správného kluka budou vřazeny nyní do pevného zájmového svazku Kuratoria.
Správný kluk, 15.11.1944

### Knihovna pro mládež
Kuratorium ve spolupráci s nakladatelstvím Orbis odpovědělo v lednu 1943 na rodokapsy projektem ilustrovaných sešitů Knihovna pro mládež vycházejících dvakrát do měsíce. Jednalo se o příběhy německých vojáků svádějících hrdinské boje na frontách první i druhé světové války. Sešity vycházely v dvoutýdenních odstupech a za velmi nízkou cenu. Po určitém čase vydávalo nakladatelství Orbis 10 dohromady svázaných čísel v poloplátěné podobě. Sešity vycházely ve značně velikých nákladech.
V polovině roku 1944 uspořádala redakce Knihovny pro mládež slosovatelnou soutěž. Čtenářům byly položeny tři otázky: 1. Který sešit se vám nejlépe líbil? 2. Proč se vám líbil? 3. Který hrdina z dílných deseti příběhů se vám nejlépe líbil? Samotné slosování se konalo v rámci cirkusovém představení v neděli 4. června v budově cirkusu Apollo, kterého se účastnil ředitel nakladatelství Orbis Josef Dvořák. Samotná soutěž měla sloužit ke statistickým účelům. Dopis čtenáře obdržel pořadové číslo, do levého rohu zeleně oblast (z níž přišel), červeně značku pro stáří čtenáře, tužkou na horní okraj číslo sešitu (pro který hlasoval), dole se zaznamenala škola či povolání, modře se zakroužkoval hrdina a nahoru do rohu se zapisovala vlastnost pod pořadovým číslem 1-9. Údaje se pak převáděly do děrovacích štítků a vkládaly do stroje pro zpracování statistiky.
Zápis o dopisu vyhlíží takto: 1444 P 11 30 Hessler 1 7 O D †. Tento zápis znamená, že dopis má běžné číslo 1444, že pisatel je z Prahy (P), že je stár 11 let, že se mu líbilo číslo 30, jako hrdina nejlépe poddůstojník Hessler z č. 30 a to proto, že byl udatný, že pisatel má krom toho rád námořnictvo, že navštěvuje obecnou školu a že je to děvče (D). Křížek na konci znamená, že dopis dostal modrý křížek, to jest, že je buď pěkně upraven, nebo dobře stilisován či ozdoben kresbami a přijde proto do slosováni hlavních cen.
Pestrý týden, 17.6.1944, s. 4–5
Historik Zdeněk Bauer připomíná, že kromě dobové propagandy neexistuje žádný relevantní zdroj, kterým by bylo možné počet výtisků tiskovin (vydávaných nebo propagovaných Kuratoriem) přesněji ověřit, byť pro vysoký náklad hovoří i svérázné distribuční praktiky nakladatelství Orbis. Jeho obchodní zástupci totiž v různých institucích vyvíjeli značný nátlak na povinný odběr nejrůznějších tiskovin svého nakladatelství. Taková praxe by pak zčásti vysvětlovala velký počet výtisků, které však logicky nelze zaměňovat se čtenářským zájmem.

## Činnost Kuratoria
Po vzniku Protektorátu Čechy a Morava byly zrušeny všechny tělovýchovné organizace (až na Svaz dělnických tělocvičných jednot, SDTJ), jejichž majetek obdrželo vedle Hitlerjugend a Kinderlandverschickung také Kuratorium do své správy. Jednalo se hlavně o majetek Sokola, Orla, Junáka a organizace YMCA.
Podle zprávy dr. Teunera, již podal v projevu z 15. prosince minulého roku, bylo do konce roku 1943 dáno české mládeži k disposici a plnému používání 1163 hřišť, 7 stadionů, 23 koupališť, 75 obytných domů, 528 pozemků a na 893 tělocvičen spolu s 210 jinými objekty. Tento počet se ještě zvýší 79 dalších objektů, jež dosud nejsou předány. Kromě toho se používá hodnotného tělocvičného nářadí od bývalých tělocvičných jednot v 975 obcích i valné části majetku bývalé YMKY.
Kuratorium pro výchovu mládeže v Čechách a na Moravě, s. 228
- výchova mládeže v místních organizacích a spolcích
- organizace sportovních mistrovství (Plavecké mistrovství mládeže (1943), Basketbalové mistrovství mládeže (1943), Den mládeže (1943), Týden zimního sportu (1944), Letní hry mládeže (1944))
- tělovýchovné kampaně (Každý hoch a dívka plavcem)
- kulturní kampaně (Umění mládeži, Kulturní péče o českou mládež, Knihovna pro mládež)
- umělecké soutěže (Ukaž co umíš)
- rekreační pobyty pro učně (Odkaz Reinharda Heydricha)
- sociální kampaně (Šijeme panenky, Šijeme pro nejmenší, Pomáháme maminkám)
- organizace brigád a sběrové akce (např. vlakové vykládky brambor starší školní mládeže, prázdninová výpomoc na venkově)
- politické – propagandistické manifestace
- vydávání časopisů pro mládež (Zteč, Správný kluk, Dívčí svět)
- pomoc při budování zákopů, odklízení sněhu, trosek po bombardování

### Veřejné akce Kuratoria
V sobotu 13. března 1943 se uskutečnilo v budově městského divadla ve Slaném slavnostní založení Kuratoria, které sice vzniklo na konci května 1942, ale jeho činnost byla odstartována prakticky až po ukončení přípravné fáze. Prvořadým úkolem Kuratoria byla výchova mládeže. Mimo výchovné práce zajišťovalo také sociální péči o pracující, pořádalo masové sportovní akce, ale angažovalo se i v kultuře:
Každý hoch a dívka plavcem (polovina července – polovina srpna 1943), Plavecká mistrovství mládeže (léto 1943), Zotavovací akce „Odkaz Reinharda Heydricha“ (léto 1943 a 1944, zima 1944), Den mládeže (září 1943), Umění mládeži (25. září 1943 – červenec 1944), Šijeme panenky (říjen–prosinec 1943), Basketbalové mistrovství mládeže (prosinec 1943), Týden zimního sportu (1.–6. 2. 1944), Pomáháme maminkám (jaro 1944), Ukaž co umíš (březen–červenec 1944), Jarní den mládeže (7. května 1944), Týden mládeže 1944 (1.–9. července 1944), Každý hoch a dívka plavcem (druhé kolo v srpnu 1944), Šijeme pro nejmenší (září–prosinec 1944), Kulturní péče o českou mládež (říjen 1944–1945).

### Odkaz Reinharda Heydricha

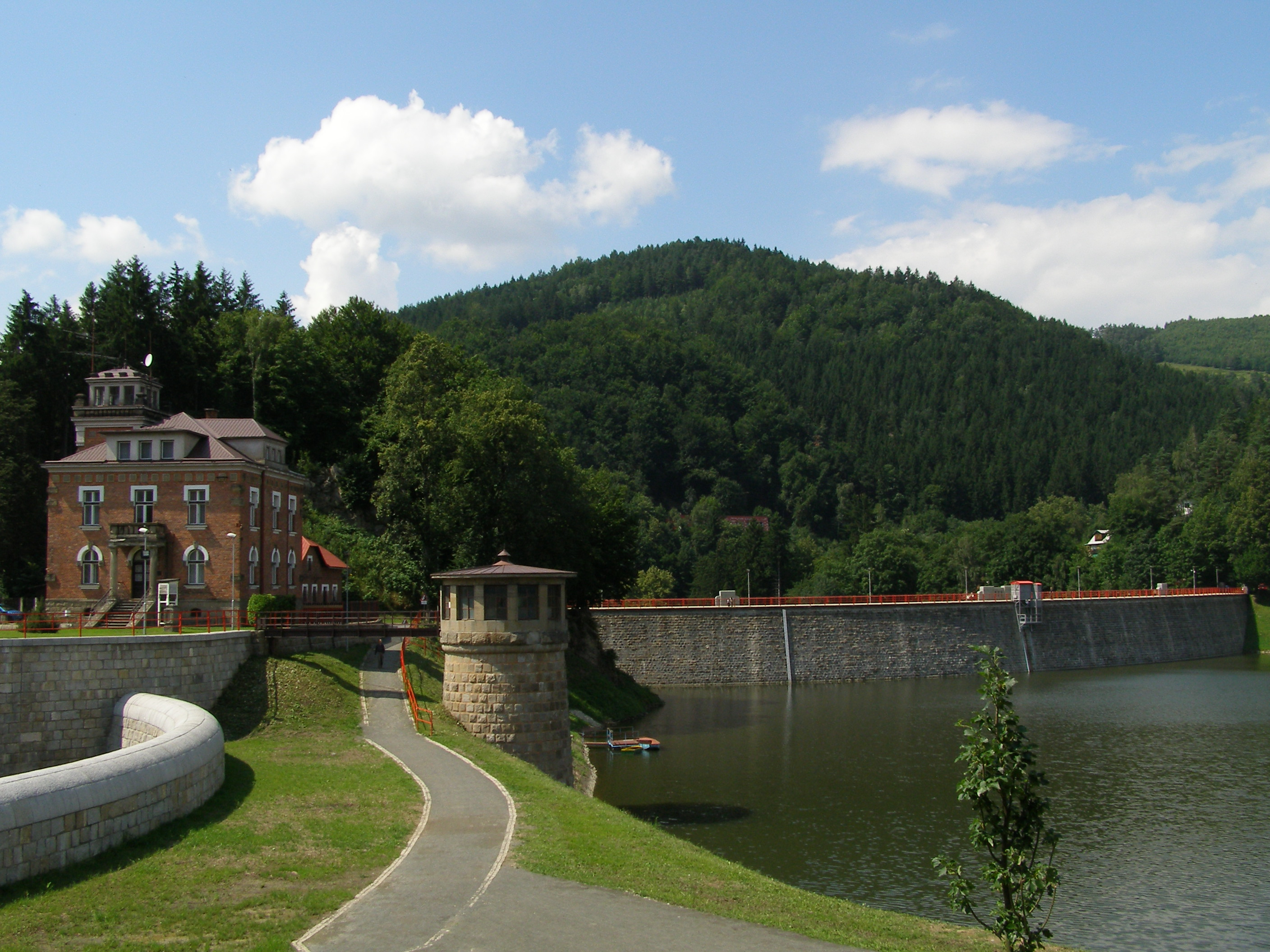
První účastníci „Odkazu Reinharda Heydricha“ směřovali také do oblasti Vsetínských vrchů k přehradě Bystřička, kde mělo Kuratorium sedm hotelů

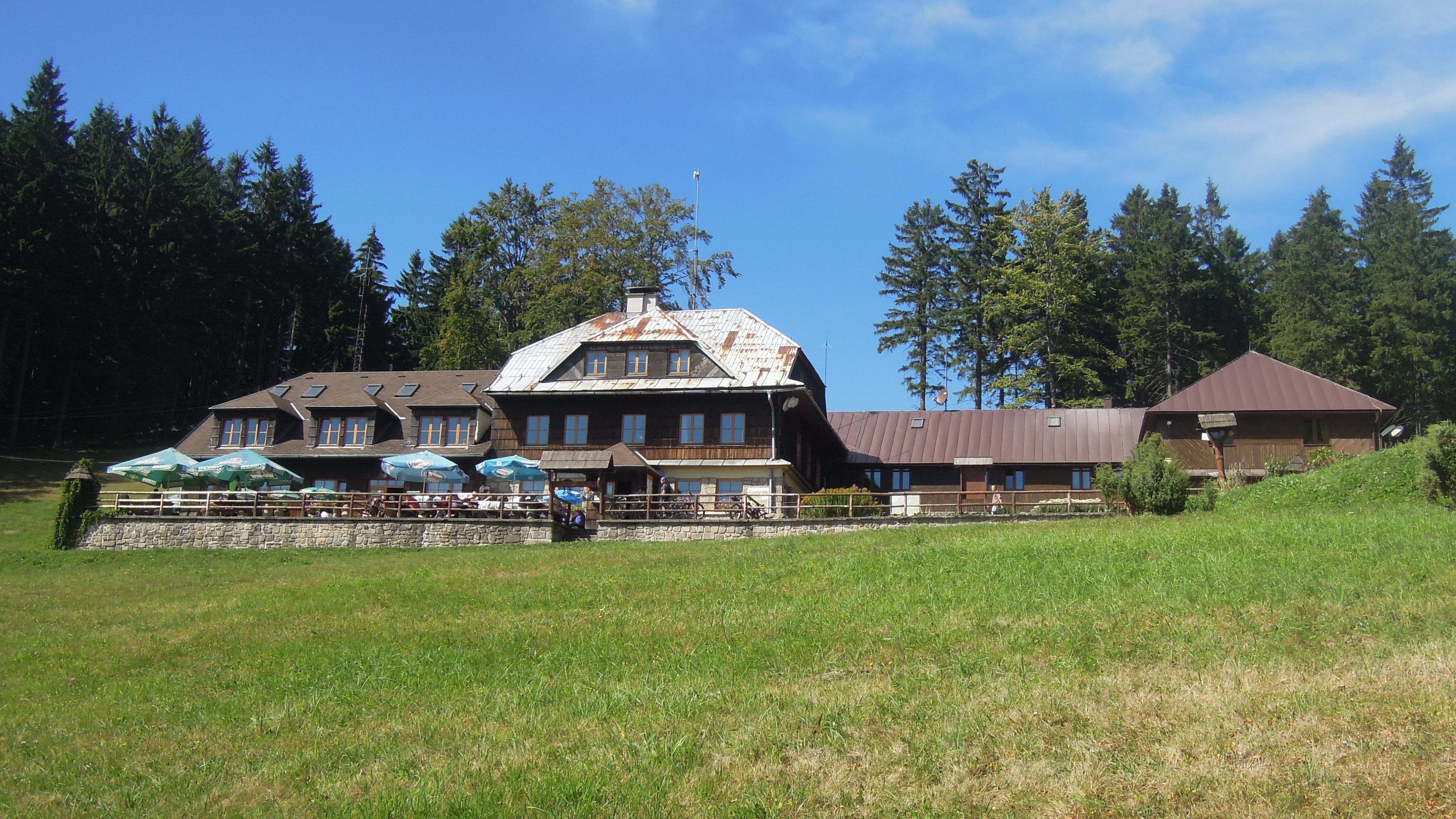
Horská turistická chata Vsacký Cáb ve Vsackých Beskydech

V letech 1943–1944 se věnovalo Kuratorium rekreačním pobytům učňovské mládeže, které měly táborový charakter. Akce nesla název „Odkaz Reinharda Heydricha“. Zotavovací pobyty pro protektorátní dělnictvo pořádala Národní odborová ústředna zaměstnanecká (NOÚZ) pod stejným označením. Dne 18. května 1943 NOÚZ zahájila zotavovací akci Odkaz Reinharda Heydricha pro více než 32 000 českých dělníků a zaměstnanců. Prvních 800 účastníků z různých podniků v Praze a z českého venkova směřovalo zvláštním vlakem do moravských lázní a letovisek: Lázně Luhačovice (hlavní středisko zotavovací akce), Bystřička u přehrady (sedm hotelů), Vsacké Beskydy na Vsetínsku, Lázně Rožnov pod Radhoštěm (zotavovny) a Prostřední Bečva (Pustevny),. V roce 1943 byl „Odkaz Reinharda Heydricha“ poprvé rozšířen také pro pracující mládež – učňovský dorost a mladé dělníky a dělnice zaměstnané v těžkém a zbrojařském průmyslu.
Na jaře roku 1943 proběhla příprava jednotlivých zotavovacích středisek (např. v jižních Čechách se jednalo o letní tábory Semenec u Týna nad Vltavou (táborová osada), tábor Kalich (rekreační oblast u rybníka Kalich) u Kamenice nad Lipou, Máslenku u Velešína (Jarošova táborová osada), vilu Jílek v Holkově, nebo Eš u Pacova). Zotavovací tábory byly pořádány na devíti místech Čech a Moravy (sedm se jich nacházelo v Čechách a dva na Moravě, z toho čtyři tábory byly určeny čistě pro děvčata). O rekreanty se starali po dobu čtrnáctidenního turnusu školení instruktoři z výcvikových táborů Kuratoria. Denní režim začínal a končil po vzoru Hitlerjugend nástupem a vztyčením či sundáním vlajky (říšské a protektorátní) s provoláním hesla „Bojovat mohu jen za to, co miluji!“ a za zpěvu písně – v Čechách se zpívala píseň „Čechy krásné, Čechy mé“ a na Moravě „Moravo, Moravo“. Následovalo „heslo dne“ po vzoru Hitlerjugend, například: „Život je práce, práce jest štěstí.“ (Ley). Součástí zotavovací akce byly i politické přednášky a pochodování v útvaru na veřejnosti.
Den byl zpravidla vyplněn cvičením, vycházkami do lesa a pohybovými hrami. Chlapci konali v táboře a v jeho okolí pravidelné denní a noční hlídky. Skoro každý den do tábora přijížděli umělci. Podle pokynů Františka Teunera se turnus zakončoval závěrečnou slavností, která měla napomoci sblížení s místním obyvatelstvem, na kterých mládež zpívala české lidové písně, hrála sportovní hry nebo předváděla scénky z táborového života. Zotavovací akci pracující mládeže absolvovalo celkem 10 480 děvčat a chlapců. Výchovná práce se zaměřovala na kázeň, dodržování programu dne a udržovaní kamarádské atmosféry na táboře. Dalším výchovným prostředkem byl silný kult národní písně, bojové hry, disciplína a udržování čistoty (vzorně čisté chatky obdržely „vlajku čistoty“).
Další táborová zotavovací akce učňovské mládeže pod heslem „Zotavená 10 000 mladistvých“ proběhla v termínu 15. 5. – 21. 10. 1943. Následujícího roku 1944 se akce v podobném termínu opakovala. Na venkovskou mládež se pamatovalo zimní zotavovací akcí. V rámci odkazu Reinharda Hendricha pořádalo Kuratorium pro zemědělskou mládež od 4. ledna do 18. března roku 1944 zimní zotavovací akci „Mladý venkov“. Čtrnáctidenní kurzy zakončené třídenním zájezdem do Prahy nebo do Brna umístilo Kuratorium do turistické chaty v Prachově, Hornychovy boudy v Táboře, zotavovacích domovů u rybníka na Medlově u Nového Města na Moravě a v Blansku. Tábory Kuratorium vybavilo lyžemi a bruslemi a zajistilo kulturní rozptýlení.

### Každý hoch a dívka plavcem

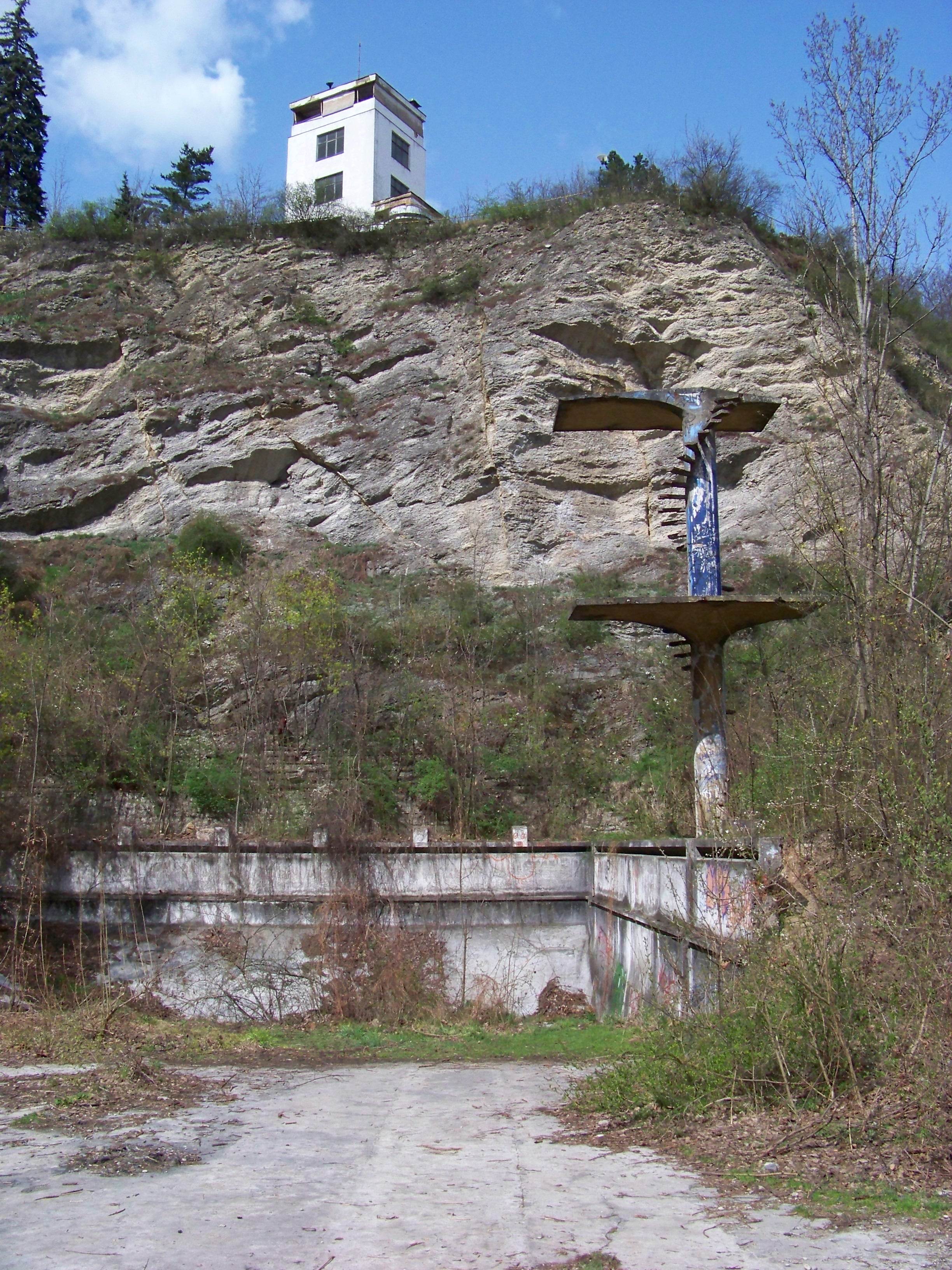
Bývalý plavecký bazén pod Barrandovem – stav v roce 2011. V roce 1943 zde probíhalo mistrovství v plavání „Každý hoch a dívka plavcem“ pořádané Kuratoriem

Mimo pořádaných masových veřejných politických manifestací a sportování „na zelených hřištích“ se místní organizace Kuratoria v Čechách a na Moravě věnovaly programu sportovní a tělesné výchovy. V létě 1943 se pořádaly plavecké kurzy instruktorů v rámci protektorátní akce „každý hoch a dívka plavcem“ (28. července 1943 zahájilo Kuratorium plavecké kurzy pro 10–14leté na všech plovárnách). Kuratorium ve spolupráci s plaveckým svazem připravilo poprvé v historii českého plavectví mistrovství dorostu Čech a Moravy. Nejdříve probíhaly přebory na okresech, pak kola zemská a o víkendu 3.-–4. července 1943 se na barrandovském plaveckém stadionu konala závěrečná mistrovství protektorátu.
Slavnostnímu zahájení přihlíželo kolem 6000 diváků. Generální referent Kuratoria dr. Teuner po krátkém projevu uvítal řadu významných hostů, mezi nimiž byli mj. zástupce úřadu říšského protektora SS-Obersturmbannführer Franz Fischer, pražský viceprezident Zemského úřadu Horst Naudé, náměstek pražského primátora dr. Josef Pfitzner, z české strany pak předseda Kuratoria Emanuel Moravec, zástupce kanceláře státního prezidenta doc. dr. Josef Kliment, pražský primátor dr. Alois Říha, přednosta tělovýchovného odboru ministerstva vnitra, odborový rada dr. František Widimský, předseda Kulturní rady při Národním souručenství dr. Miloslav Hýsek, vedoucího sportovního oddělení Kuratoria Josef Maleček, předseda plaveckého svazu ing. Rudolf Kroc a další. Mladí Češi byli rozděleni do věkových kategorií 14–16 let a 16–18 let. Sportovní kluby z Moravy obsadily tři první místa. Emanuel Moravec ukončil plavecké klání svým projevem.
Kuratoriu samozřejmě pomáhaly s pořádáním sportovních mistrovství sportovních svazy a asociace i jejich funkcionáři. Využívalo mimo jiné i materiálního zázemí zabaveného majetku rozpuštěné Československé obce sokolské a Orla. Obdrželo 1163 hřišť, sedm stadionů, 23 koupališť a 210 dalších objektů. I když masové sportovní aktivity probíhaly uprostřed války a za stále se zhoršujících hospodářských podmínek, přesto se jednalo o velmi úspěšné sportovní akce.

### Dny mládeže
V mnoha okresech Čech a Moravy byly odstartovány v neděli 15. 8. 1943 okresní lehkoatletické přebory mladých sportovců v rámci „Dnů mládeže“. Obvodové přebory se konaly 28. a 29. srpna 1943 v osmi větších městech. Na okresních a obvodových Dnech mládeže před více než 150 000 diváky soutěžilo skoro 17 000 mladých závodníků ve věku od 10 do 18 let. Celé sportovní klání vyvrcholilo 11.–12. září 1943 na Strahovském stadionu v Praze. Při příležitosti sportovních dnů Kuratorium zřídilo, opravilo a zpřístupnilo 200 hřišť, vybudovalo síť lehkoatletických rozhodčích a zavedlo zdravotní kartotéku 4000 mladých závodníků a závodnic. Do finále se probojovalo 1500 chlapců a děvčat z Čech a Moravy. Dne 19. srpna 1943 se konal ve velkém sále Lucerny slavnostní sraz pražské mládeže, kde dr. Teuner jménem předsedy Kuratoria, ministra Emanuela Moravce, jmenoval nové funkcionáře: hlavního pověřence mládeže Velké Prahy Eduarda Chalupu, okresní pověřence pro pražské okresy Kopala, Langhammera, Šindlara a Valchara (dr. Teunerovi bylo při jeho příchodu ohlášeno 2569 přítomných chlapců a 469 dívek). Příští rok pořádalo Kuratorium rozšířený „Týden mládeže“ v období od 1. do 9. 7. 1944.

### Umění mládeži

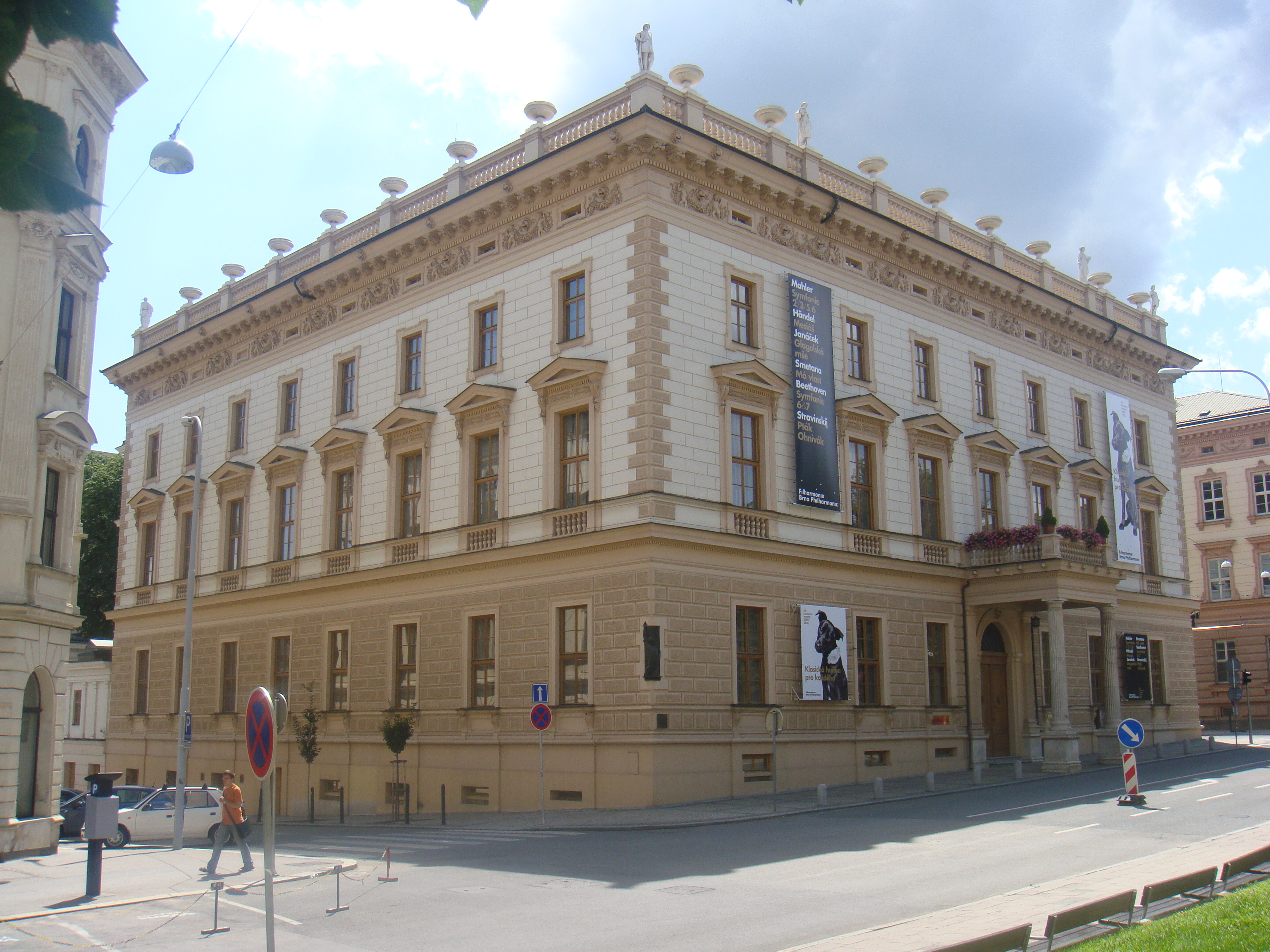
Představení ve dvoraně Besedního domu v Brně se konala pod hlavičkou „České divadlo na Veveří“

Akce s názvem „Umění mládeži“ byla slavnostně zahájena v sobotu 25. září 1943 v Praze a ve 28 českých a moravských městech najednou. Zahajovalo se skladbami Smetany, Dvořáka, Stroupežnického a jiných českých hudebních a dramatických klasiků. Předseda Kuratoria pro výchovu mládeže ministr Emanuel Moravec uvedl „Umění mládeži“ v Národním divadle v Praze. Jeho projev byl do ostatních měst přenášen rozhlasem. Generální referent Kuratoria František Teuner přivítal mezi hosty již tradičně SS-Obersturmbannführera Fischera, který se dostavil jako zástupce německého státního ministra pro Čechy a Moravu. V Národním divadle se zahajovalo Prodanou nevěstou. V Brně proběhlo slavnostní zahájení ve dvou divadlech zároveň – v Českém lidovém divadle na ulici Veveří a na Nové scéně v Žabovřeskách.
Školy akci propagovaly, přijímaly přihlášky, rozdávaly vstupenky, ale také zajišťovaly dozor při představeních. Za pět korun zápisného obdrželi účastníci legitimaci na deset hudebních, filmových nebo divadelních představení s úvodním výkladem, po jejímž obdržení platili minimální vstupné. Představení byla proto rozdělena na dvě věkové skupiny – od 10 do 14 a od 14 do 18 let.
„...Akce byla organizována tak, že rodiče (nebo firma) obdrželi ve zvláštním dopise přihlášku, na jejímž základě byla přihlášenému členu Kuratoriem vydána legitimace, která obsahovala 10 políček, z nichž každá opravňovala k získání zlevněné vstupenky na jeden kulturní podnik. Každý člen akce mohl tak zhlédnout všechna představení. Pro mládež pak hrála nejpřednější česká divadla – Národní, Prozatímní, Divadlo na Vinohradech – a nejlepší divadla všech protektorátních měst. Koncerty se uskutečňovaly mimo jiné ve Smetanově síni a účinkovala na nich Česká filharmonie...“
Živný, Vladimír: Cesta mládeže k umění, In: Zteč, 17.9.1943, str. 4

### Šijeme panenky
S děvčaty započalo Kuratorium pracovat až na podzim roku 1943. Na přípravě se podílel hlavní poradce Kuratoria HJ-Oberbannführer Eduard Schaschek a BDM-Hauptmädelführerin Traude Scholz. Zrovna tak jako u chlapců si nacističtí spolupracovníci dali záležet na výběru a vyškolení českých spolupracovnic. Na konci roku 1943 odstartovalo Kuratorium v rámci dívčí povinné služby první akci „Šijeme panenky“. Podobně jako BDM-dívky vyráběla česká děvčata z Kuratoria hračky pro děti českých dělníků pracujících v Říši, třetinu zasílaly dětem německých vojáků na frontě a část sociálním útulkům. Okresní výstavky proběhly od 12. do 19. prosince 1943. Delegace Kuratoria v čele s hlavní dívčí referentkou Valáškovou se ve čtvrtek 16. prosince 1943 setkala v Berlíně s říšskou referentkou Svazu německých dívek dr. Juttou Rüdiger, kde jí předala část ušitých panenek. V prosinci téhož roku zahájil ministr lidové osvěty Emanuel Moravec společně se zástupci protektorátních úřadů výstavu 500 nejhezčích výrobků v Praze Na příkopě  v paláci u Černé růže. V následujícím roce se dívky z Kuratoria zúčastnily ještě dvou podobných projektů: „Šijeme pro nejmenší“ a „Pomáháme maminkám“.

### Ukaž, co umíš
Společnou soutěž chlapců a dívek ve věku 10–18 let „Ukaž, co umíš“ Kuratorium odstartovalo 15. března 1944. Evidence a přihlášení dětských prací probíhala u okresních pověřenců 5. a 9. května, kam se zájemci dostavovali s vyplněným formulářem osobně. Očíslované práce pak putovaly do Prahy. Hudebníci skládali u okresních pověřenců 10. května zkoušky. Vybraní soutěžící pak o vítězství bojovali v Praze. Celkem se zúčastnilo 6733 soutěžících s 8701 pracemi či jinou prezentací. Slavnostní vyhlášení výsledků se konalo na začátku července 1944 v Praze. Porota udělila 120 cen a deset nejlepších výherců se mohlo přihlásit ke tříletému studiu na uměleckých školách s měsíčním stipendiem ve výši tisíc korun. Výsledky soutěže Kuratorium oznámilo během „Týdnu mládeže“ (2.–9. července 1944), své největší celoroční akce, jednak ve svém propagandistickém tisku, ale také v protektorátním rozhlase.

### Basketbalové mistrovství mládeže
Další lehkoatletickou akcí Kuratoria ve spolupráci s volejbalovým a basketbalovým svazem se stalo první mistrovství české mládeže v košíkové ve dnech 10.–12. prosince 1943 v pražské Lucerně. Okrskové přebory od 30. října 1943, oblastní ve dnech 27. a 28. listopadu probíhající za středočeskou oblast v Hnidousích u Kladna, západočeskou ve Strakonicích, jihočeskou v Budějovicích, polabskou v Kolíně, východočeskou v Hradci Králové, brněnskou v Brně, středomoravskou v Přerově a horáckou v Moravských Budějovicích rozhodly o deseti družstvech dívek a deseti družstvech chlapců, jejichž mistrovské utkání sledovalo v Lucerně během tří dnů 20 tisíc diváků.

### Týden ledních sportů

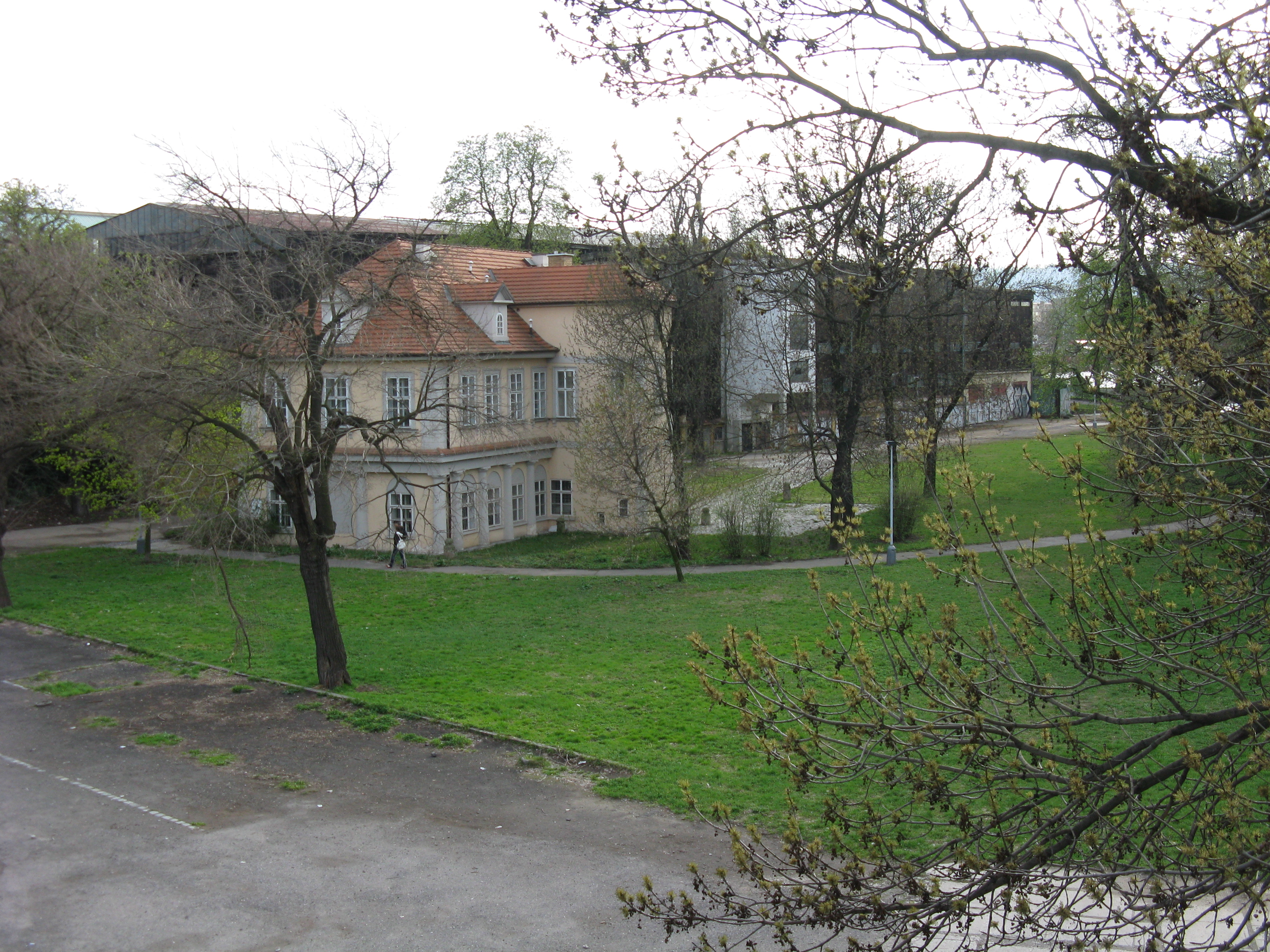
Praha – Zimní stadion Na Štvanici

Zimní stadion v Praze na Štvanici byl v prvním únorovém týdnu roku 1944 svědkem vyvrcholení zimních sportovních aktivit Kuratoria. „Zimní den mládeže“ a „Týden ledních sportů“ spojený s mistrovstvím v ledním hokeji a krasobruslení pořádalo Kuratorium ve spolupráci s hokejovým a bruslařským svazem. Vyřazovací turnaje probíhaly nejprve na okrscích a ve dvanácti oblastech. Hokejového přeboru se účastnilo v Čechách a na Moravě 1169 družstev. Na Zimní stadión na Štvanici se probojovalo 12 oblastních vítězů. Nedělní finále 6. února 1944 hýřilo od rána do večera utkáními hokejových mužstev a krasobruslařskými vystoupeními. Pro návštěvníky Prahy Kuratorium připravilo také představení v divadlech a kinech či tělovýchovnou přednášku. Zrovna tak probíhal v lednu a únoru týden hokejových přeborů německé mládeže, na který navazovala další zimní aktivita Kuratoria „Týden zimních sportů pro mládež“. Popularitu hokeje v českých zemích i za protektorátu potvrzují údaje z roku 1943. Svaz ledního hokeje čítal na 800 klubů, přibližně 14 000 hráčů a 6000 dorostenců.

## Rozšíření povinné služby mládeže – Dílo domovů mládeže
V úterý 12. října 1943 byl v budově poštovní technické ústředny v Praze na Letné slavnostně otevřen „Ústav pro výchovu a školení telegrafních učňů” Českomoravské pošty. Otevření ústavu bylo spojeno s projektem pro vyškolení celého poštovního personálu, kterým Kuratorium odstartovalo výchovnou činnost ve všech učňovských domovech v Čechách a na Moravě. Poštovní ústav s novou ústřednou o rozloze 4000 m² obdržel také vybavené dílny, pět učeben, knihovnu a zařízenou vzorkovnu. K ústavu patřil i učňovský internátní domov s celodenním stravováním. Provoz ústavu a internátu převzala Poštovní správa, vedení bylo svěřeno vrchnímu komisaři inženýru Břízovi, funkce poradce vrchnímu telegrafnímu inspektorovi Langnerovi z Lipska. Kapacita ústavu činila 50 učňů a výcvik trval po dobu tři a půl roku. K prosinci 1944 se Kuratoriu podařilo na území protektorátu vybudovat 18 učňovských internátů.
Nařízením předsedy Kuratoria pro výchovu mládeže v Čechách a na Moravě ze dne 25. února 1944, č. 62 Sb. byla povinná služba mládeže rozšířena na: učňovské domovy, internáty škol, ústavů a podniků, žákovské domovy, ubytovny pro mladistvé pracovní síly v podnicích, učňovské a žákovské noclehárny, přenocovací domovy mládeže, zotavovací domovy mládeže, ozdravovací domovy mládeže, zotavovací tábory mládeže, prázdninové kolonie a ostatní zotavovací zařízení, noclehárny mládeže, učňovské a žákovské besídky. Výchovná zařízení, která chtěla povinnou službu provozovat, musela podat žádost do 15. dubna 1944.
Nařízením předsedy Kuratoria pro výchovu mládeže v Čechách a na Moravě ze dne 26. února 1944, č. 63 Sb. bylo zřízeno „Dílo domovů mládeže” s označením »Kuratorium pro výchovu mládeže v Čechách a na Moravě, Dílo domovů mládeže«. Dílo domovů mládeže zahrnovalo: 1. domoviny mládeže, 2. zotavovací domovy mládeže a 3. ubytovací domovy mládeže, které na základě nařízení byly též pověřeny povinnou službou mládeže. Sociální výchovou mládeže byl na ústředí Kuratoria pověřen vedoucí čtvrté skupiny Karel Žalud. Ten do čela „Díla domovů mládeže“ povolal Josefa Očadlíka (okresního pověřence ze Sušice). Sociální práce se naplno rozjela až počátkem roku 1944. Tato povinná služba mládeže s ideologickou indoktrinací v delším časovém úseku mimo rodinu a školní prostředí vycházela z říšského projektu Kinderlandverschickung.
Pro pracovníky ze sociální „Péče o mládež”, „Sociální pomoci” a ostatních sociálních organizací otevřelo Kuratorium 10. ledna 1944 dva speciální tábory ve škole na Čeperce: 1. pětitýdenní školení pro vedoucí a výchovný personál (sestávající z teoretické části: nauka o výchově v domově, právo mládeže, zdravotnictví, psychologie, pedagogika, etika povolání, výchova k povolání a politické školení), na které navazovaly dva týdny praxe v učňovských dílnách, týden praxe na různých odborných školách (pokračovacích školách) a dva týdny zkouškového období, které bylo ukončeno zkouškami s vysvědčením vychovatele. 2. čtrnáctidenní učební běh pro budoucí sociální referenty při okresních pověřencích, z kterého mělo vyjít 45 sociálních referentů. První turnus nových kádrů byl ukončen 31. března 1944.

## Vztah k jiným mládežnickým organizacím
Kuratorium samotné nebylo v pravém slova smyslu organizací, ale pouze centrálním úřadem, která zastřešovala a koordinovala činnost všech spolků, které měly úřední souhlas k organizaci mládeže. Mezi takové organizace patřily v prvé řadě Dělnické tělocvičné jednoty (DTJ), různé sportovní kluby nebo Dorost Klubu českých turistů – tzv. Káčata. Přímou vazbu mělo Kuratorium na německou Hitlerjugend. Tato nacistická organizace mládeže byla jednak vzorem při budování a provozu Kuratoria, jednak veškerá reálná činnost Kuratoria podléhala souhlasu poradců z Hitlerjugend, kteří Kuratorium reálně vzato řídili.

### Spolupráce s HJ

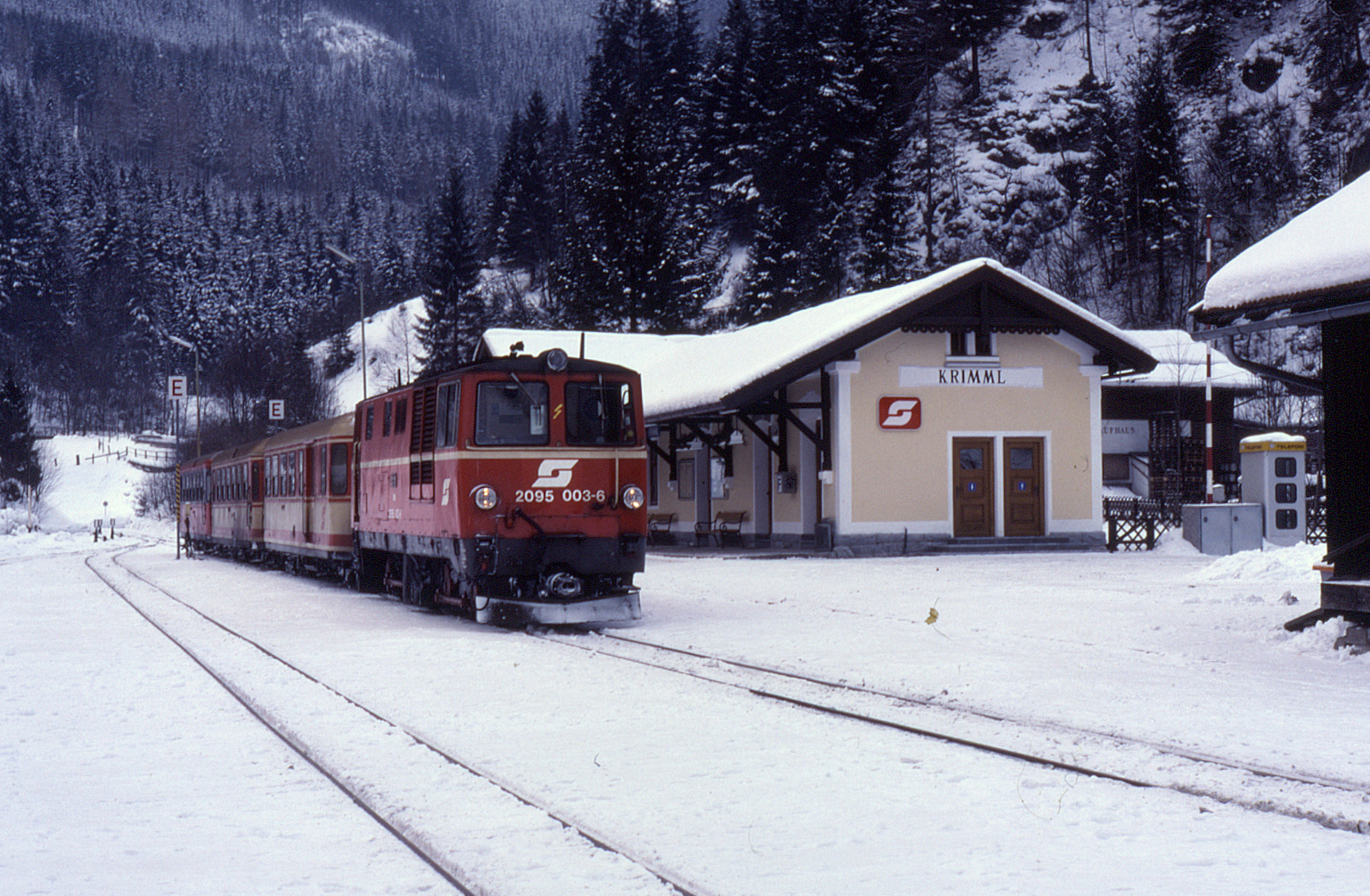
Rakouské Alpy – nádraží Krimml, kam v prosinci roku 1943 dorazilo 40 českých účastníků lyžařského výcvikového kurzu Kuratoria

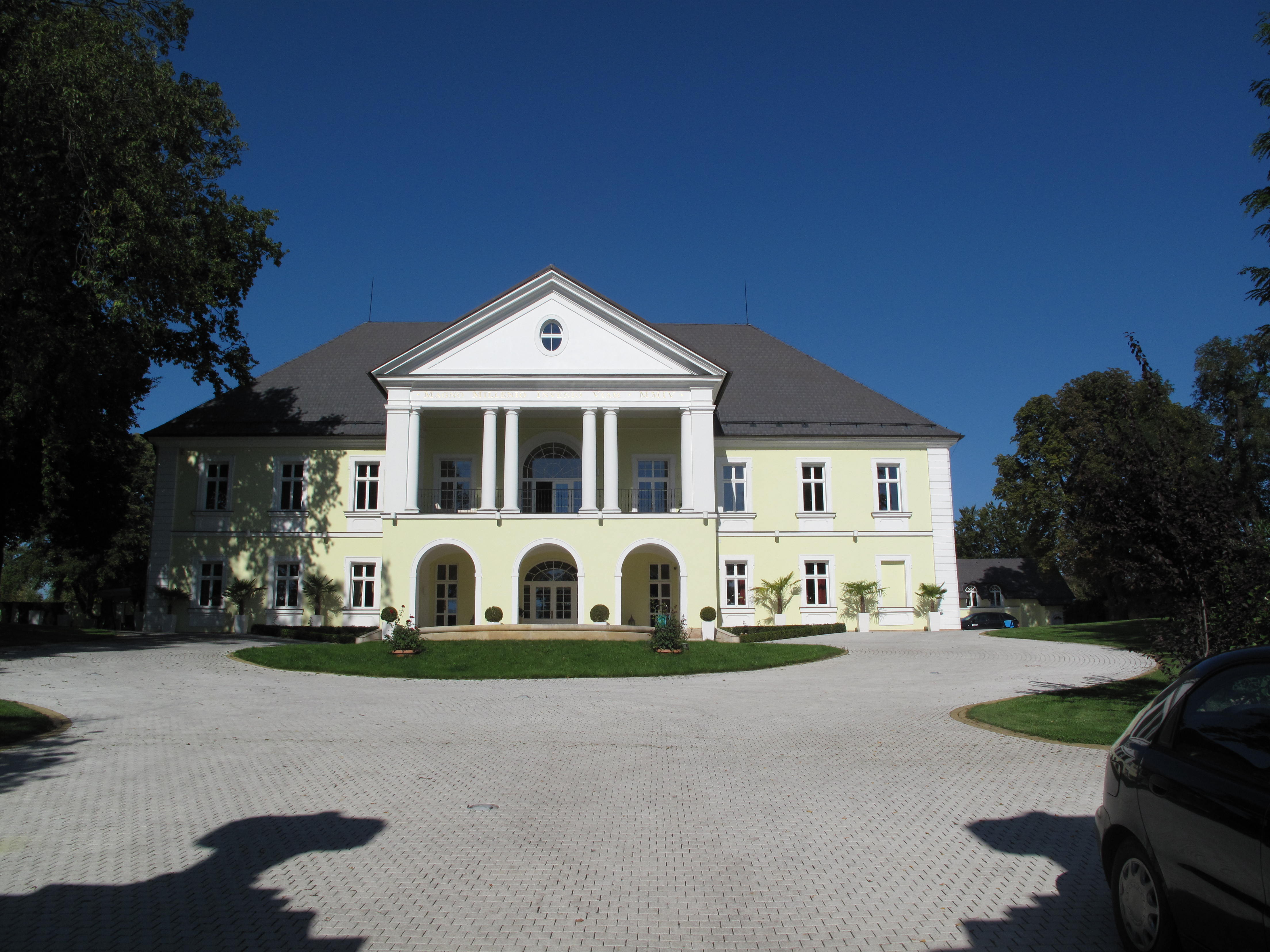
Zámek v Klecanech u Prahy – místo oblastní vyšší vůdcovské školy Hitlerovy mládeže v roce 1944

V období druhé světové války probíhaly na území protektorátu dva velké výchovné projekty. Pro německé děti KLV – Kinderlandverschickung a pro české děti „Kuratorium pro výchovu mládeže“. Nad oběma projekty držel ochranou ruku K. H. Frank, který se o úspěšnost obou NS-výchovných instrumentů neustále zasazoval. V listopadu 1943 nechal přemístit berlínské říšské vzdělávací zařízení pro KLV-vedoucí (KLV-Schule für Lagermannschaftsführer, KLV-Schule für Lagerleiter/Lagerleiterinnen) ze slezské Ścinawy do Poděbrad. Radka Šustrová svojí sondou do táborového prostředí německých dětí prokázala, že k čilé spolupráci docházelo nejen mezi vysokými funkcionáři HJ, BDM a Kuratoria, ale také na nejnižší úrovni mezi zřizovateli KLV táborů a českými živnostníky.
V prosinci 1943 poskytlo pražské vedení HJ pro desetidenní lyžařský výcvikový kurz Kuratoria v Alpách u Zell am See horskou chatu „Filzsteinhütte“, nacházející se v nadmořské výšce 1700 metrů. Výcvikového kurzu se zúčastnili nejlepší lyžařští okresní pověřenci, tělovýchovní referenti a instruktoři Kuratoria z Pošumaví, Novoměstska, Krkonoš a Beskyd. Vlak se čtyřiceti vybranými účastníky lyžařského kurzu vyjížděl z Prahy, přestupovalo se v Linci, Salcburku a Rosenheimu. V cílovém rakouském Krimmlu lyžaře přivítal HJ-výcvikový lyžařský instruktor Franz China. Pod jeho vedením účastníci v rámci výcviku vystoupali také na Königsleiten ve výši 3000 m n. m. a při zpáteční cestě navštívili město Vídeň.
V rámci praktického výcviku účastníků „Školy pro vedoucí domovů mládeže“ na Čeperce, který se konal v Praze od 14. do 19. února 1944, navštívili budoucí vedoucí domovů mládeže německé HJ-učňovské dílny, domov Hitler-Jugend a večer proběhl mezi oběma institucemi společný večírek. Na brněnském pracovním sjezdu Kuratoria v prvním březnovém týdnu roku 1944 navštívili všichni okresní pověřenci brněnský „HJ-učňovský domov“ na Údolní ulici, ve kterém absolvovali několikadenní praxi.
Na zámku v Klecanech u Prahy si HJ zřídila oblastní „Vyšší vůdcovskou školu“ Hitlerovy mládeže. Po třínedělním vzdělávacím kurzu vůdců HJ v Klecanech pokračovalo jejich vzdělávání na „Říšské akademii pro vedení mládeže HJ“. Vedení Kuratoria v čele s předsedou ministrem Moravcem a generálním referentem Teunerem navštívilo Klecany 27. března 1944. Na zámku je přijali HJ-Gebietsführer (HJ-oblastní vůdce) Fritz Knoop a BDM-Gebietsmädelführerin (BDM-oblastní vůdkyně) Erika Ebel. Návštěva se konala u příležitosti „HJ-válečného závodu v zaměstnání“, jehož župní zahájení proběhlo koncem března 1944 v malém sále Rudolfina. Župním pověřencem DAF pro „válečný závod v zaměstnání“ byl jmenován HJ-Oberbannführer Gladrow. Česká mládež v protektorátních regionech pomáhala při budování KLV-táborů. Například na Křivoklátsku čeští chlapci ve věku 12–16 let nacpávali slamníky, sestavovali postele, uklízeli místnosti a upravovali prostory budoucí KLV-ubytovny.

### Evropský svaz mládeže
Pod patronátem říšského vedoucího mládeže NSDAP a župního vedoucího a místodržitele Vídně Baldura von Schiracha (funkci říšského vedoucího mládeže převzal v roce 1940 Arthur Axmann) se konal ve Vídni ve dnech 14.–18. září 1942 zakládací sjezd „Evropského svazu mládeže“. Setkání se účastnily mládežnické organizace ze třinácti evropských zemí (Německa, Itálie, Španělska, Dánska, Finska, Belgie, Nizozemska, Norska, Rumunska, Maďarska, Bulharska, Chorvatska a Slovenska) a Japonska. Vzhledem ke krátkému působení nepatřila česká delegace Kuratoria k zakládajícím členům. Do Vídně přicestovala jako doprovod říšské delegace. S členstvím Kuratoria NSDAP počítala až následujícího roku. Během sjezdu přistoupilo ještě Portugalsko (15. zakládající člen). Založení evropské svazu se odehrávalo ve vídeňském župním domě na Ringstraße. Vedoucími předsednictva nově založeného mládežnického evropského svazu se stali Arthur Axmann a Gilo Vidussoni (generální tajemník Národní fašistické strany). V rámci svazu fungovalo i pracovní společenství „Ženská mládež“, v jehož čele stály Jutta Rüdigerová za Bund deutscher Mädel (BDM), Pilar Primo de Rivera ze Španělska a Penelope Testa z Itálie. 

## Ukončení činnosti

### Likvidace a vyšetřování
Kuratorium fungovalo až do květnových dnů roku 1945 a jeho likvidace se v prvních poválečných dnech ujalo Ministerstvo školství, které v některých otázkách spolupracovalo s Ministerstvem vnitra. Vyšetřovací komise pro likvidaci Kuratoria ukončila svoji činnost dne 28. srpna 1945, kdy odevzdala spisový materiál ministerstvu vnitra, které převzalo spisový materiál:
- 1 balík příznivých návrhů a zpráv národních výborů
- 44 balíků personálních dotazníků
- 1 balík dotazníků k rozhodnutí
- 1 balík dokladů o zákopových pracích
- 6 krabic kartoték, 1 kartotéku bez krabice a 4 krabice s obálkami a fotografiemi spolupracovníků
- 30 desek korespondence vyšetřující komise
- 7 šanonů vyřízených očistných listů
- 1 knihu jmenných seznamů očistných listů
- 2 kovové skříně osobních desek
- 1 knihu vydaných očistných listů
- 4 balíky nezpracovaného materiálu
- 1 skříň osobních dotazníků
- 6 balíků dotazníků zaslaných národním výborům
- 10 balíků různého spisového materiálu
- 3 alba
- 6 diplomů[5]

Vzhledem ke složitosti spisového materiálu si Ministerstvo vnitra ponechalo k ruce k dalšímu vyšetřování ve smluvním vztahu členy vyšetřující komise: předsedu Miroslava Volmutha (zaměstnance Zemského odboru Národní bezpečnosti II v Praze), místopředsedu Jana Knota, člena Miroslava Cihláře, členky Blanku Broumovou a Květu Melicharovou. Výsledkem likvidační práce Ministerstva vnitra bylo 15. února 1946 předání 139 osob Mimořádným lidovým soudům a 82 osob Národním výborům k potrestání za provinění proti národní cti.
Právní ukončení Kuratoria nastalo až vydáním vládního nařízení č. 110 Sb. a nařízení z 30. dubna 1946, které rušilo nebo měnilo rozhodnutí o správních úřadech z doby existence protektorátu a o úřadech zřízených v této době. Z celkového počtu asi 1500 zaměstnanců si podalo přibližně 800 osob žádost o vydání tzv. „očistného listu“, přičemž bylo pěti stu žádostí k 27. srpnu 1945 vyhověno. Byla zkoumána také provinění tzv. čestných (tj. neplacených) spolupracovníků Kuratoria. Na Místní národní výbory dorazilo asi 9000 dotazníků a ke konci léta 1945 více než polovina těchto dotazníků hovořila o 25 000 v Kuratoriu působících instruktorech.

### Potrestání
Před lidovými soudy stanuli v rámci tzv. poválečné „národní očisty“ význační činovníci Kuratoria pro výchovu mládeže:
- František Teuner
- Karel Mihalíček
- Eduard Chalupa
- Josef Viktorin
- Karel Žalud
- Jiří Málek
- Jan Svoboda
- Václav Krigar
- Jaroslav Krigar

K trestu smrti byli odsouzeni dr . František Teuner (odsouzen v nepřítomnosti), Karel Mihalíček (odsouzen v nepřítomnosti), Eduard Chalupa a Jan Svoboda. Josef Viktorin byl odsouzen k doživotí v těžkém žaláři, Karel Žalud k žaláři na 25 let, Jiří Málek k žaláři na 10 let, Jaroslav Krigar k žaláři na 6 let a Václav Krigar na 4 roky. Emanuel Moravec spáchal sebevraždu.
Jan Svoboda podnikl (podle plánu SS-Obersturmführera Dr. Aloise Krannicha) na konci války 28. dubna 1945 společně s Jiřím Málkem, Vladimírem Kauckým a třemi Slováky Jozefem Belanem (mladým gardistou a spolupracovníkem bratislavského SD), Ladislavem Deptou a jistým Danielem P. (někdy uváděným jako Danihel) pokus o atentát na Edvarda Beneše, který se již v této době nacházel na Slovensku v Košicích. Podle poválečného filmového záznamu výslechu J. Svobody se on a další dostali v dubnu 1945 do Žiliny, kde se však dozvěděli, že se E. Beneš už na Slovensku nenachází. Tou dobou byl již Beneš ve Vsetíně. Na jaře 1947 byl Jan Svoboda odsouzen k trestu smrti. Pár měsíců na to prezident Beneš Svobodovi trest zmírnil na doživotí a po 17 letech byl v roce 1963 propuštěn. Svoboda zemřel 6. prosince 2011 zcela v ústraní a o okolnostech jeho „úniku před popravou“ nehovořil ani s vlastní ženou. 
Zrovna tak prezident Beneš zmírnil trest smrti na doživotí i Eduardu Chalupovi. Chalupa měl být v roce 1970 propuštěn, ale 17. 9. 1960 ve vězení zemřel. Jeho rodina se nesměla zúčastnit kremace a obdržet pohřební urnu. V roce 1951 udělil komunistický prezident Klement Gottwald milost Františku Teunerovi, který byl z doživotního vězení propuštěn na svobodu v roce 1963.

### Zájem KSČ a bezpečnostních složek o materiály Kuratoria
V průběhu října 1947, kdy započalo vedení Komunistické strany Československa připravovat mocenské nástroje k přechodu do tzv. ofenzívy a s tím spojenou reorganizaci SNB a bezpečnostních složek, si vrchní komisař Ministerstva vnitra (oddělení VII) vyžádal u Zemského odboru bezpečnosti II (1945–1947) v Praze všechen spisový a písemný materiál bývalého Kuratoria. Materiály byly rozděleny na spisy E (56 141 kusů), spisy M (2245 kusů) a karty E (56 141 kusů), přičemž další materiál tvořily:
- 1 velká plná plechová kartotéční skříň bývalého Kuratoria
- 1 kartotéka členů bývalého Kuratoria
- 60 balíků dotazníků bývalého Kuratoria
- 16 balíků seznamu osob, které v protektorátní době žádaly o německou státní příslušnost
- kopie očistných listů, vydané členům bývalého Kuratoria Ministerstvem vnitra a Zemským odborem bezpečnosti III (ZOB III)
- filmy bývalého Kuratoria
- zbytky nezpracovaného materiálu členů Veřejné osvětové služby (VOS)
- různý jiný spisový materiál
- čisté tiskopisy evidenčního oddělení a celou jeho dosavadní agendu
- tiskoviny a časopisy bývalých fašistických a aktivistických organizací

Převzetí materiálů proběhlo na příkaz Dr. Černého hromadně a bez protokolárního převzetí 31. října 1947. V roce 1952 nechalo Ministerstvo vnitra skartovat valnou část kompromitujícího spisového materiálu:
- 179 balíků z účetnictví bývalého Kuratoria
- 1 balík účtů odlučného pro zaměstnance Kuratoria
- 4 balíky korespondence mezi okresními a místními pověřenci
- 4 balíky stvrzenek protektorátních Českomoravských drah za jízdy do zotavovacích táborů bývalého Kuratoria
- 1 balík náborových listin bývalého Kuratoria prováděného na školách
- 29 balíků listin o převzatém sokolském majetku
- 15 balíků se záznamy o nájmech budov a sálů, služebních smluv domovníků na převzatých sokolovnách
- 37 balíků s účty za služební cesty a výcvikové tábory
- 1 balík služebních příkazů a oběžníků
- 16 balíků z akce Každý hoch a dívka plavcem (hlášení okresních pověřenců, účty za školení, účty sportovních firem a klubů)
- 5 balíků organizačních spisů z akce Umění mládeži (týkající se divadel, koncertů, kin, sportu, atd.)
- 5 balíků s materiálem k ozdravovacím a zotavovacím akcím bývalého Kuratoria
- 2 balíky potravinových lístků odevzdaných na zotavovacích a ozdravných táborech bývalého Kuratoria
- 4 balíky s inventarizací majetku bývalého Kuratoria
- 1 balík jmenných seznamů školních dětí na Bramborové akci v roce 1944
- 1 balík kartotéky nakoupených potravin pro zotavovací tábory
- 1 balík žádostí o přidělení oděvů (stejnokrojů) zaměstnancům Kuratoria
- 4 balíky s účty z likvidace v roce 1945
- 2 balíky s plány kuratorních sportovišť a budov
- 16 balíků s protokoly a účetními knihami[5]

Kuratoriu se začaly bezpečnostní složky opětovně věnovat na počátku 60. let 20. století. V roce 1957 se v archivu bývalého Kuratoria nalézalo 158 krabic, které obsahovaly osobní svazky 12 298 funkcionářů bývalého Kuratoria. Vzhledem k tomu, že tyto osoby přestaly být pro StB zajímavé, byly jejich svazky předány Studijnímu ústavu Ministerstva vnitra k ústřední operativní evidenci. Ten v rámci akce „Vychovatel” vypracoval zprávu k činnosti Kuratoria.
Dne 16. ledna 1959 předal I. zvláštní odbor MV (Archivní a studijní ústav) Státnímu archivu v Praze 81 krabic pro StB nezajímavého písemného materiálu, který představoval písemnosti ze sportovních a tělovýchovných klubů, tiskové zprávy a fotografie z různých kuratorních akcí a to bez evidence a v neuspořádaném stavu. V roce 1961 přibyly do archivu MV nalezené přihlášky bývalých absolventů výcvikového školení Kuratoria v Protivíně. K 1. prosinci 1961 Ministerstvo vnitra vypracovalo pro 1060 absolventů kurzů Kuratoria z oblasti Krajské správy Ministerstva vnitra Praha tzv. operativní opatření pro 85 osob a operativní svazky dvou osob uložilo v jejich archivu.
Z celkového počtu 4 200 absolventů kurzů Kuratoria žilo v roce 1961 na území tehdejší Československé socialistické republiky 3 317 osob, přičemž většina z nich ve Středočeském kraji, tedy již uvedených 1 060 osob. U této skupiny byl proveden přehled jejich pracovního zařazení podle oborů a postavení. Poměrně vysoké množství z nich bylo zaměstnáno na Ministerstvu školství a jemu podřízených úřadech – celkem 118, dále pak v armádě, kde jich bylo 130 zařazeno jako důstojníci nebo civilní zaměstnanci. Další byli zaměstnáni v různých hospodářských odvětvích (mimo jiné jich 29 působilo v politických a masových organizacích). Z hlediska jejich pracovního zařazení bylo 25 bývalých absolventů na ředitelských postech, 20 mělo akademické vzdělání, 13 pracovalo jako redaktoři, 19 bylo zaměstnáno jako vědečtí pracovníci a 33 z nich bylo vedeno jako umělci.
HÁJEK Adam: Suborganizace Kuratoria pro výchovu mládeže v Čechách a na Moravě, 2015
Po skartaci a vyčlenění materiálů pro Státní archiv evidovalo Ministerstvo vnitra k 25. listopadu 1968 už jen 175 krabic, přičemž se dva spisy zapůjčené jinému oddělení MV ztratily.

## Historiografie
K historii a činnosti Kuratoria neexistuje mnoho nezávislých zdrojů. Na německé půdě je problematika českého Kuratoria opomíjena zcela a československý výklad dějin v době totalitního komunistického režimu se o Kuratoriu téměř nezmiňoval. Činnosti Kuratoria se dostalo pozornosti ze stran historiků, badatelů a veřejnosti teprve po roce 1989.
Vhled do celé problematiky Kuratoria usnadňují například díla Jana Špringla (sborník Minulostí Berounska, ročníky 2006 a 2008) nebo práce Leoše Nikrmajera (Činnost a úkoly Kuratoria pro výchovu mládeže v jižních Čechách v letech 1942–1945). Některé zcela nové poznatky obsahuje kolektivní práce Klub zvídavých dětí – Jaroslav Foglar a Protektorát (2018). Radka Šustrová zkoumala ve svých dílech problematiku protektorátní nacionalistické výchovy mládeže (jak u KLV tak i Kuratoria) a uvádí:
Celková snaha vedení Kuratoria ovšem narážela na odtažitý přístup české společnosti, která nechtěla mládež do Kuratoria začlenit. To byl také jeden z jeho hlavních neúspěchů. Projekt Kuratoria proto nelze z pohledu organizátorů označit za zdařilý, přesto je třeba ho vnímat jako jeden z výrazných pokusů o systematickou germanizaci české společnosti. I tak je však nutné mít na paměti okolnosti, které jeho vznik provázely. Otázka, zda Kuratorium vůbec mělo šanci uspět, je dosud nezodpovězena.
Sborník ÚSTR, Válečný prožitek české společnosti v konfrontaci s nacistickou okupací, 2012
Historická sonda Radky Šustrové přináší zajímavé doklady o nemalé participaci českého obyvatelstva na říšském projektu KLV. Vzhledem k tomu, že Kuratorium s KLV-tábory spolupracovalo, odkrývá tak Šustrová další oblast, která na zpracování dosud čeká. Adam Hájek ve své diplomové práci uvádí poúnorový paradox, „kdy bývalí členové kolaborantské organizace mohli dosáhnout vyššího společenského postavení, zatímco veteráni západního odboje a lidé se špatným třídním původem nebo smýšlením seděli ve vězeních či pracovali na podřadných místech neodpovídajících jejich kvalifikaci.”
Pro přežití ideologie německého národního socialismu bylo bezpodmínečně nutné, aby si nacistický režim vychoval další nástupce propagované ideologie, kteří by jeho další životaschopnost garantovali. I když se Kuratorium věnovalo mimoškolní zájmové činnosti mládeže, se kterou byla neoddělitelně spojena i jeho národně socialistická výchovná a vzdělávací činnost českého obyvatelstva, diktát nad převýchovou mládeže drželi němečtí poradci z Hitlerjugend.

## Legislativa
- Vládní nařízení č. 187 ze dne 28. května 1942 o povinné službě mládeže.[121]
- První prováděcí nařízení předsedy Kuratoria pro výchovu mládeže v Čechách a na Moravě č. 188 ze dne 30. května 1942, kterým se stanoví zásady pro povinnou službu mládeže.[122]
- Druhé prováděcí nařízení předsedy Kuratoria pro výchovu mládeže v Čechách a na Moravě č. 189 ze dne 30. května 1942 o rozsahu povinné služby mládeže.[123]
- Třetí prováděcí nařízení předsedy Kuratoria pro výchovu mládeže v Čechách a na Moravě ze dne 3. srpna 1942 č. 276 o výstavbě Kuratoria pro výchovu mládeže v Čechách a na Moravě.[124]
- Čtvrté prováděcí nařízení předsedy Kuratoria pro výchovu mládeže v Čechách a na Moravě (č. 19/1943 Sb.) prodlužovalo jen lhůtu v § 8 prvého prováděcího nařízení (do 1. dubna 1943).
- Páté prováděcí nařízení předsedy Kuratoria pro výchovu mládeže v Čechách a na Moravě ze dne 25. února 1944 o povinné službě mimo rodičovský dům a vyučovací dobu škol, dále pro ústavy a zařízení sloužící výchově mládeže.[125]
- Šesté prováděcí nařízení předsedy Kuratoria pro výchovu mládeže v Čechách a na Moravě ze dne 26. února 1944 o zřízení Díla domovů mládeže zahrnující v sobě – domoviny mládeže, zotavovací domovy mládeže a ubytovací domovy mládeže.[126]
- Vyhláška předsedy Kuratoria pro výchovu mládeže v Čechách a na Moravě z 2. listopadu 1944 o označení domovů mládeže pověřených prováděním povinné služby mládeže. (V označení uvede se »Kuratorium pro výchovu mládeže«.)